# Mezinárodní reakce na válku v Pásmu Gazy

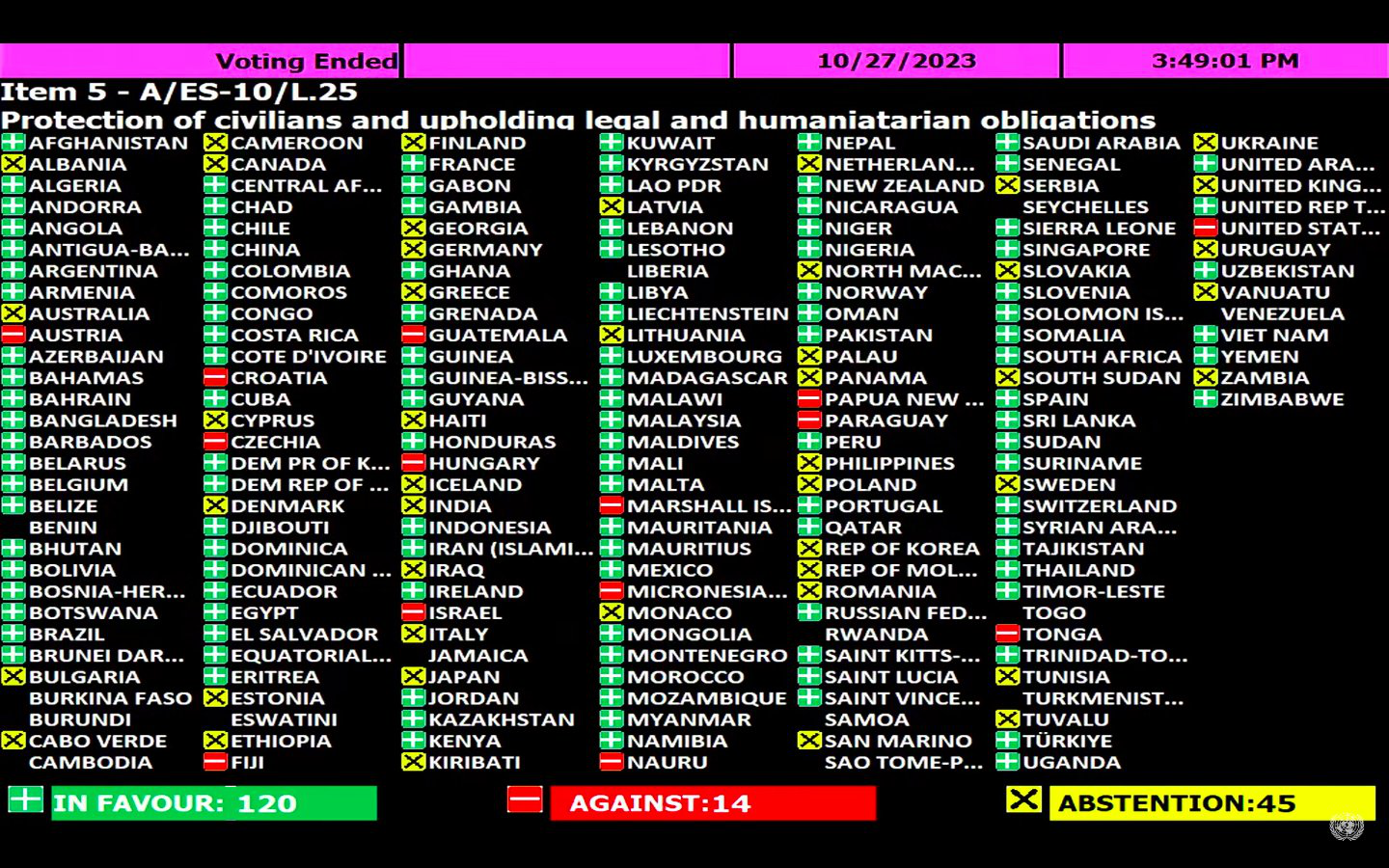
Hlasování (proběhlo 27.10.2023) o rezoluci OSN, vyžadující humanitární příměří mezi oběma stranami konfliktu. Česká republika byla proti, Slovensko se zdrželo hlasování

Reakce států a mezinárodních organizací zveřejněné ihned po teroristickém útoku Hamásu na Izrael ze 7. října 2023 byly zejména odsouzením činu Hamásu. Arabské země volaly po zdrženlivosti, zatímco Západ vyjadřoval Izraeli podporu při obraně země. Írán, tradiční spojenec šíitských islamistů, vyjádřil z teroristického činu potěšení.
Během následné války v Pásmu Gazy se ovšem podpora Izraele na mezinárodním poli začala snižovat, a to zejména od jara 2024, kdy na území Pásma Gazy začala propukat vážná humanitární krize. Postup Izraele postupně několikrát odsoudilo OSN, Evropská unie i jednotlivé země celého světa. Některé země (jako Česko, Rakousko nebo Maďarsko) však zůstávaly spojencem Izraele i v mezinárodních organizacích. Jiné, jako například Spojené státy americké, zůstávaly jasným izraelským spojencem na poli zbrojení a hlasování v Radě bezpečnosti OSN, i když ho diplomaticky kritizovaly za jeho postup v Pásmu Gazy.
Na Summitu EU v březnu 2024 jednohlasně vyzvali šéfové států a vlád členských zemí EU k okamžité humanitární pauze vedoucí k udržitelnému příměří v Pásmu Gazy. Šlo o první jednomyslné rozhodnutí EU od vypuknutí války. V březnu 2024 Rada bezpečnosti OSN poprvé od vypuknutí války přijala rezoluci vyzývající k okamžitému příměří. Valné shromáždění OSN většinově přijalo dne 10. května 2024 rezoluci, podle níž by se Palestina měla stát plnohodnotným členem organizace.
Válka vyvolala vlnu demonstrací po celém světě. Demonstranti pro Izrael podporovali jeho právo na obranu a vyjadřovali zděšení z terorismu Hamásu. Demonstranti na podporu Palestiny upozorňovali na dlouholetou blokádu a okupaci území a na postup Izraele během války, který prohluboval humanitární krizi. Mezi protestujícími obou stran byli radikálové zastávající antisemitismus na straně jedné a odpor vůči muslimům na straně druhé. V dubnu 2024 se konaly masivní protesty studentů amerických univerzit, které vedly k více než 2000 zatčených osob. Studentské protesty se rozlily i do dalších západních zemí.
V Izraeli se po teroristickém činu propadla důvěra v schopnosti vlády Benjamina Netanjahua na historické minimum. Izraelci následně ve většinovém mínění tlačili na vládu, aby zejména zajistila propuštění zadržovaných rukojmí. Od jara 2024 se v zemi konaly masové protesty proti Netanjahuovi a za urychlené vyjednání propuštění rukojmích.

## Reakce států a mezinárodních organizací

### První reakce států
- Brazílie: Brazílie svolá mimořádné zasedání rady bezpečnosti OSN.[9]
- Česko: Premiér Petr Fiala útok odsoudil a uvedl, že... myslí na nevinné oběti násilí, a popřál našim izraelským přátelům co nejrychlejší zvládnutí situace a naplnění jejich ambicí žít v míru a bezpečí.[10] Útok dále odsoudila ministryně obrany Jana Černochová,[11] předseda Senátu Miloš Vystrčil,[12] poslanec Andrej Babiš[13] a předsedkyně Poslanecké sněmovny Markéta Pekarová Adamová.[14] Premiér Fiala dne 11. ledna 2024 odmítl tvrzení Jihoafrické republiky, že se Izrael dopouští na Palestincích v Gaze genocidy, a varoval před pokusy politizovat Mezinárodní soudní dvůr (ICJ) v Haagu.[15]
- Čína: ministerstvo zahraničí vyzvalo zúčastněné strany, aby... zůstaly v klidu, zachovaly se zdrženlivě a okamžitě ukončily nepřátelské akce na ochranu civilistů a zabránilo se dalšímu zhoršování situace. Základní cesta z konfliktu spočívá v realizaci dvoustátního řešení a vytvoření nezávislého Palestiny.[16]
- Egypt: ministerstvo zahraničí varovalo před vážnými následky a vyzvalo k... maximální zdrženlivosti a vyvarování se vystavení civilistů dalšímu nebezpečí.[16] Egyptský prezident Abd al-Fattáh as-Sísí odsoudil izraelskou politiku „kolektivního trestu“ vůči Palestincům v Gaze.[17]
- Francie: prezident Emmanuel Macron prohlásil, že Francie... stojí za Izraelem a Izraelci. Ministerstvo zahraničí potvrdilo... naprosté odmítání terorismu a svůj závazek k bezpečnosti Izraele[18]
- Indonésie: požaduje, aby... násilné činy okamžitě přestaly, aby se předešlo narůstajícím lidským obětem. Kořen konfliktu, totiž okupace palestinských území Izraelem, musí být vyřešen podle parametrů dohodnutých OSN.[16]
- Itálie: italská vláda v čele s premiérkou Giorgiou Meloniovou vydala prohlášení, ve kterém se uvádí, že... vláda se znepokojením sleduje vývoj situace... zvláštní pozornost je věnována bezpečnosti židovské komunity v zemi.[16]
- Írán: nejvyšší íránský duchovní vůdce Sajjid Alí Chameneí prohlásil, že... dá-li Bůh, bude rakovina uzurpátorského sionistického režimu vymýcena rukou palestinského lidu a sil odporu v celém regionu.[19] Poradce nejvyššího vůdce Jahjá Safavi prohlásil, že... budeme stát na straně palestinských bojovníků až do osvobození Palestiny a Jeruzaléma. Násir Kanaani, mluvčí ministerstva zahraničí prohlásil, že... v této operaci byl použit prvek překvapení a další kombinované metody, které ukazují důvěru palestinského lidu tváří v tvář okupantům.[16]
- Japonsko: premiér Fumio Kišida řekl, že... Japonsko důrazně odsuzuje útoky, které těžce zranily nevinné civilisty...Ozbrojenci údajně unesli řadu lidí. Japonsko takové činy důrazně odsuzuje a vyzývá k jejich okamžitému propuštění. Japonsko je také hluboce znepokojeno řadou obětí v Gaze.[16]
- Jordánsko: jordánský král Abdalláh II. odsoudil izraelskou politiku „kolektivního trestu“ vůči Palestincům.[17]
- Kanada: premiér Justin Trudeau prohlásil, že... Kanada důrazně odsuzuje současné teroristické útoky proti Izraeli. Tyto násilné činy jsou naprosto nepřijatelné. Stojíme při Izraeli a plně podporujeme jeho právo na obranu. Naše myšlenky jsou s každým, kterého se to týká. Civilní životy musí být chráněny.[16]
- Katar: ministerstvo zahraničí uvedlo, že... za pokračující násilí vůči palestinskému lidu je odpovědný pouze Izrael.[16]
- Keňa: hlavní tajemník ministerstva zahraničí Korir Sing'oei prohlásil, že...i když má Izrael právo na odvetu, je naléhavě žádána mírová cesta k vyřešení tohoto nešťastného vývoje.[16]
- Kuvajt: vyjádřil... znepokojení nad vývojem mezi Izraelem a Palestinci a obvinil Izrael z toho, co nazval „do očí bijícími útoky“.[16]
- Maroko: vyjádřilo... hluboké znepokojení a odsoudilo útoky na civilisty, kdekoliv jsou.[16]
- Nizozemsko: premiér Mark Rutte prohlásil, že se jedná o... bezprecedentní útok na Izrael.[18]
- Palestina: prezident Mahmúd Abbás prohlásil, že... palestinský lid má právo bránit se proti teroru osadníků a okupačních jednotek.[16]
- Polsko: prezident Andrzej Duda sdělil, že... je šokován brutálními útoky Hamásu na Izrael. Raketové útoky a zadržování civilistů jako rukojmích vzbuzuje náš nejhlubší odpor. Polsko důrazně odsuzuje všechny násilné činy.[16]
- Rusko: náměstek ministra zahraničí Michail Bogdanov sdělil, že... Rusko je v kontaktu s Izraelem, Palestinci a arabskými zeměmi... dále pak... vyzval ke zdrženlivosti.[16]
- Saúdská Arábie: ministerstvo zahraničí... vyzvalo k okamžitému ukončení násilí.[16]
- Spojené arabské emiráty: ministerstvo zahraničí... vyzývá k maximální zdrženlivosti a okamžitému příměří, aby se předešlo vážným následkům.[16]
- Spojené království: premiér Rishi Sunak, prohlásil, že... je šokován útokem Hamásu a dále řekl, že... Izrael má absolutní právo bránit se.[18]
- Spojené státy americké: ministr zahraničí Anthony Blinken prohlásil, že... neexistuje žádné ospravedlnění pro terorismus. Jsme solidární s vládou a lidem Izraele a vyjadřujeme naši soustrast nad izraelskými životy ztracenými při těchto útocích. Ministr obrany Lloyd Austin řekl, že... během nadcházejících dnů bude ministerstvo obrany pracovat na tom, aby Izrael měl, co potřebuje, aby se bránil a chránil civilisty před nevybíravým násilím a terorismem.[16]
- Německo: kancléř Olaf Scholz prohlásil, že... jeho země je hluboce šokována raketovou palbou z Gazy a eskalujícím násilím. Ministryně zahraničí Annalena Baerbocková řekla, že... násilí a rakety proti nevinným lidem musí okamžitě skončit. Izrael má naši plnou solidaritu a podle mezinárodního práva má právo bránit se proti teroru.[18]
- Turecko: prezident Recep Tayyip Erdoğan vyzval všechny strany ke zdrženlivosti.[16] Erdoğan prohlásil, že Izrael je okupant a Hamás nepovažuje za teroristickou organizaci.[20]
- Uganda: prezident Yoweri Museveni řekl, že...vypuknutí obnoveného násilí v Izraeli a Palestině je politováníhodné. Proč obě strany nerealizují řešení dvou států?[16]
- Ukrajina: prezident Volodymyr Zelenskyj prohlásil, že... teror by neměl mít na světě místo , protože je to vždy zločin.[18]

### První reakce organizací
- Africká unie: předseda Moussa Faki Mahamat řekl, že... popírání základních práv palestinského lidu, zejména práva na nezávislý a suverénní stát je hlavní příčinou trvalého izraelsko-palestinského napětí.[16]
- Evropská unie: předsedkyně Evropské komise Ursula von der Leyenová prohlásila, že... je to terorismus ve své nejohavnější podobě. Izrael má právo bránit se proti takovým ohavným útokům. Útok odsoudili i předsedkyně Evropského parlamentu Roberta Metsola a předseda Evropské rady Charles Michel.[18]
- Hizballáh: ve svém prohlášení uvedl, že událost je... rozhodující odpověď na pokračující izraelskou okupaci a zpráva těm, kdo usilují o normalizaci s Izraelem.[16]
- Organizace spojených národů: ...toto je nebezpečná propast a já apeluji na všechny, aby se stáhli od této propasti, řekl vyslanec OSN pro mír na Blízkém východě Tor Wennesland. Vysoký komisař OSN pro lidská práva Volker Tuerk prohlásil, že... tento útok má hrozný dopad na izraelské civilisty... civilisté nikdy nesmí být terčem útoku.[16]

### Reakce států a mezinárodních organizací v průběhu války
- Spojené státy americké: Prezident Joe Biden vyzval Kongres, aby schválil mimořádnou vojenskou pomoc Izraeli ve výši 14,3 miliardy dolarů.[21] Izrael již dostává 3,8 miliardy dolarů ročně ve formě vojenské pomoci ze Spojených států.[22]
- Spojené státy americké: USA na konci října vyzvaly Izrael, aby rozlišoval mezi Hamásem a palestinskými civilisty. Izraeli to vzkázal bezpečnostní poradce prezidenta USA. Konkrétně řekl: „My se domníváme, že každou hodinu, každý den této vojenské operace, by izraelská vláda měla přijmout všechna možná opatření, která má k dispozici, aby rozlišovala mezi Hamásem – teroristy, kteří jsou legitimními vojenskými cíli – a civilisty, kteří jimi nejsou.“[23]
- Španělsko: V říjnu 2023 španělská místopředsedkyně vlády a ministryně práce Yolanda Díaz uvedla, že „mezinárodní společenství nemůže situaci přehlížet a EU musí vyvíjet tlak, aby Izrael nepáchal v Gaze masakr.“[24]
- Brazílie a  Mexiko: Brazílie a Mexiko volaly po uzavření příměří a zastavení vraždění civilistů.[25][26] Brazilský prezident Luiz Inácio Lula da Silva opakovaně prohlásil: „To, co dělá izraelská vláda, není válka, je to genocida. Děti a ženy jsou vražděny.“[27]
- Bolívie: Na konci října přerušila Bolívie diplomatické styky s Izraelem. Ministerstvo zahraničí uvedlo, že jde o projev „odmítnutí a odsouzení agresivní a nepřiměřené izraelské vojenské ofenzívy probíhající v Pásmu Gazy.“[28]
- Chile a  Kolumbie: Na začátku listopadu Chile a Kolumbie povolaly své velvyslance z Izraele na konzultace kvůli izraelské operaci v Pásmu Gazy. „Rozhodl jsem se povolat našeho velvyslance v Izraeli. Pokud Izrael nezastaví masakr Palestinců, nemůžeme tam být,“ uvedl kolumbijský prezident Gustavo Petro. Chilské ministerstvo zahraničí v prohlášení odsoudilo izraelské vojenské operace v Pásmu Gazy, které označilo za „kolektivní trestání“ civilního obyvatelstva.[29]

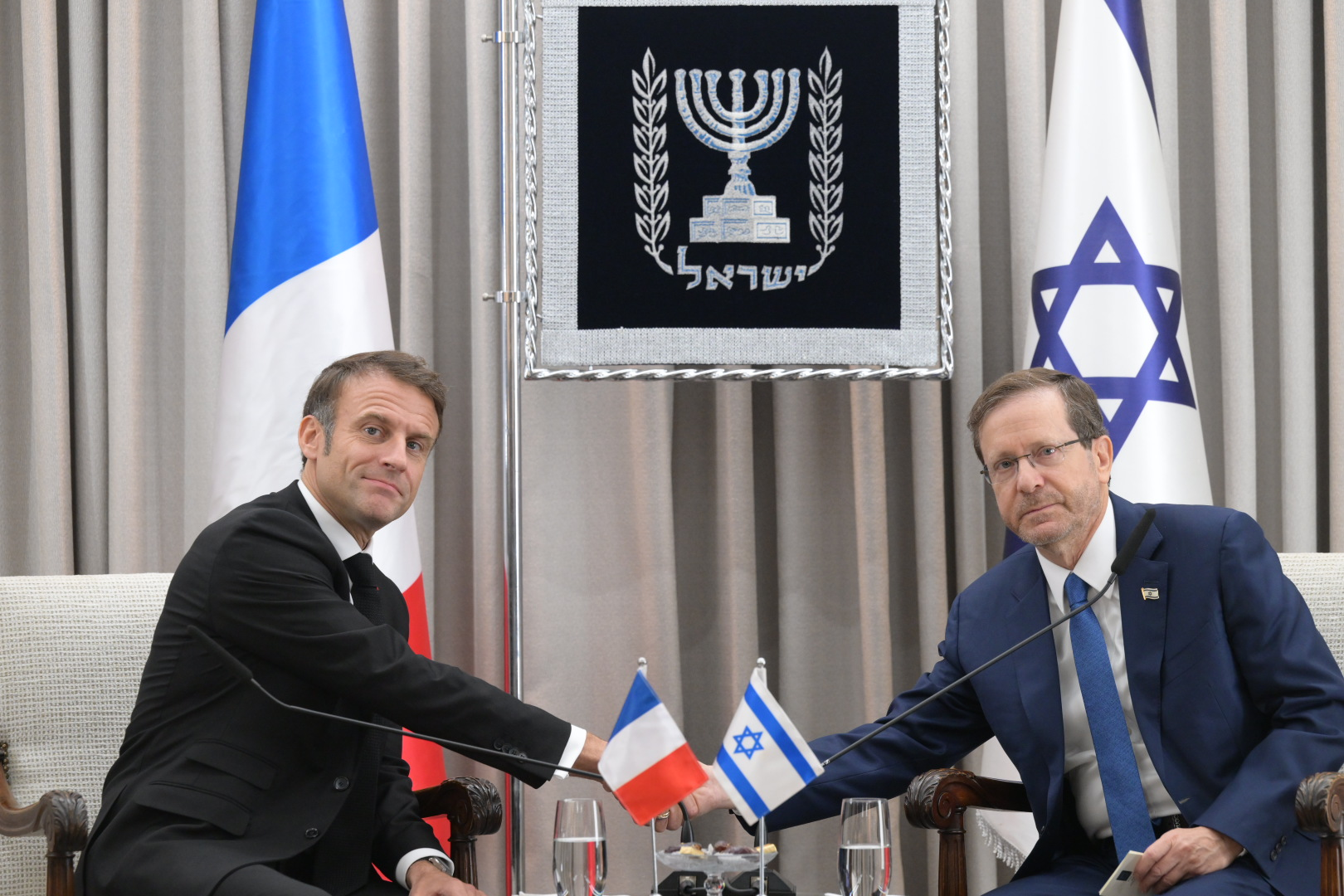
Francouzský prezident Emmanuel Macron a izraelský prezident Jicchak Herzog v Jeruzalémě dne 24. října 2023

- Francie: V listopadu 2023 francouzský prezident Emmanuel Macron vyzval Izrael, aby přestal zabíjet civilisty. „De facto – dnes jsou bombardováni civilisté – de facto. Tyto malé děti, tyto ženy, tito staří lidé jsou bombardováni a zabíjeni. Takže pro to není důvod a žádné oprávnění. Naléháme proto na Izrael, aby přestal,“ řekl Macron. Současně ale uvedl: „Sdílíme bolest (s Izraelem). A sdílíme jejich odhodlání zbavit se terorismu. My ve Francii víme, co terorismus znamená,“ zdůraznil Macron, který Izrael označil za „partnera a přítele“.[30] V lednu 2024 Macron obvinil Hamas z používání palestinských civilistů jako lidských štítů a prohlásil, že Izrael má právo se bránit. Francie odmítla obvinění, že se Izrael dopouští genocidy palestinského obyvatelstva v Gaze.[31]
- Organizace spojených národů: V listopadu 2023 se členské země Organizace spojených národů shodly na přijetí rezoluce vyzývající k humanitárnímu příměří ve válce mezi Izraelem a radikálním palestinským hnutím Hamás. Pro hlasovalo celkem 120 zemí, 45 se zdrželo hlasování a 14 bylo proti. Pokud jde o členské země Evropské unie, nejvíce z nich, celkem 15, se zdrželo hlasování, osm hlasovalo pro, mezi nimi například Francie, Španělsko, Portugalsko, Belgie a Irsko, proti byly pouze čtyři – Česko, Maďarsko, Rakousko a Chorvatsko.[32]
- Egypt,  Írán,  Katar,  Saúdská Arábie,  Turecko: V listopadu 2023 arabské a islámské země na svém mimořádném summitu v Rijádu vyzvaly k okamžitému ukončení vojenských operací v Pásmu Gazy. Turecký prezident Recep Tayyip Erdoğan prohlásil: „V Gaze nepotřebujeme několikahodinové přestávky v bojích, ale trvalé příměří.“ Egyptský prezident Abd al-Fattáh as-Sísí zdůraznil, že „politika kolektivního trestání obyvatel Gazy je nepřijatelná a nemůže být ospravedlňována právem Izraele na sebeobranu či jakýmikoli jinými tvrzeními.“ Katarský emír Tamím bin Hamad Ál Thání se dotazoval: „Jak dlouho bude ještě mezinárodní společenství jednat s Izraelem, jako by stál nad mezinárodním právem?“ Saúdskoarabský korunní princ Muhammad bin Salmán vyzval k ukončení izraelské blokády Pásma Gazy a umožnění dodávek humanitární pomoci do tohoto hustě obydleného území. Podotkl také, že Izrael je zodpovědný za „zločiny“ spáchané na palestinském lidu. Íránský prezident Ebráhím Raísí ve svém nepřátelském projevu v Rijádu ocenil aktivity Hamásu namířené proti Izraeli: „Není jiná cesta než Izraeli vzdorovat a my líbáme ruce Hamásu za jeho odpor vůči Izraeli,“ řekl.[33]Americký ministr zahraničí Antony Blinken a izraelský prezident Herzog v Tel Avivu 9. ledna 2024

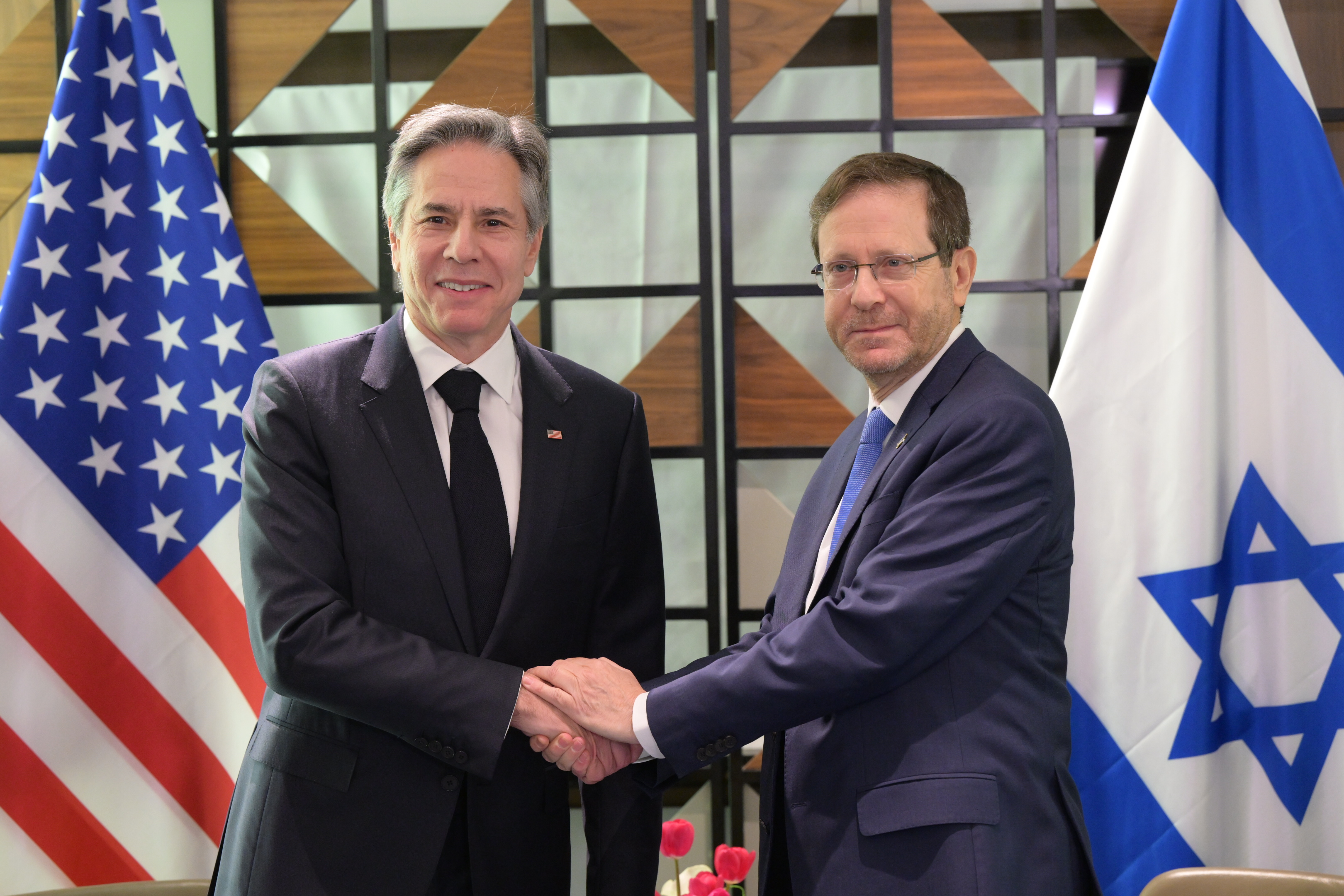
Americký ministr zahraničí Antony Blinken a izraelský prezident Herzog v Tel Avivu 9. ledna 2024

- Spojené státy americké: V listopadu 2023 americký prezident Joe Biden odmítl výzvy k trvalému příměří, ale řekl, že podporuje dočasné „humanitární pauzy“, aby mohla být lidem v Gaze poskytnuta pomoc.[34] V prosinci v telefonátu s izraelským premiérem Benjaminem Netanjahuem vyjádřil obavu o zbývající izraelská rukojmí držené Hamásem v Pásmu Gazy. Zároveň vyzval k ochraně palestinských civilistů na místě a k otevření humanitární pomoci.[35]
- Francie,  Německo a  Spojené království: V prosinci 2023 ministři zahraničí Spojeného království, Německa a Francie vyzvali Izrael k udržitelnému příměří. Francouzská ministryně zahraničí Catherine Colonna uvedla, že „je zabíjeno příliš mnoho civilistů“.[36]
- Rusko: Rusko v prosinci 2023 vyzvalo ke zřízení mezinárodní monitorovací mise do Pásma Gazy, aby zhodnotila humanitární situaci, a prohlásilo, že je nepřijatelné, aby Izrael využil útok Hamásu jako ospravedlnění pro potrestání palestinského lidu.[37]
- Jižní Afrika: Jihoafrická republika koncem roku 2023 podala k Mezinárodnímu soudnímu dvoru žalobu na Izrael z páchání genocidy a na zastavení válečné operace v Pásmu Gazy. Soud v Haagu v lednu 2024 předběžným opatřením vyzval Izrael, aby přijal veškeré kroky pro zabránění genocidy a zlepšil humanitární situaci v Gaze, čímž ovšem nijak nepředestřel své meritorní rozhodnutí. Zastavení válečných operací Izraeli ovšem soud nenařídil.[38][39][40][41]
- Vatikán: Papež František opakovaně vyzýval k ukončení války. V prosinci 2023 řekl: „Ať (mír) zavládne v Izraeli a Palestině, kde válka ničí životy lidí. Myslím na ně na všechny, zvlášť pak na křesťanské komunity v Gaze a v celé Svaté zemi.“[42] V lednu 2024 dodal: „Žádám, aby palestinské obyvatelstvo dostalo humanitární pomoc a aby nemocnice, školy a modlitebny dostaly potřebnou ochranu.“[43]
- Chile a  Mexiko: V lednu tyto země požádaly Mezinárodní trestní soud, aby prozkoumal události od 7. října a stanovil „potenciální trestní odpovědnost“ za válečné zločiny spáchané jak Hamásem, tak Izraelem.[44]
- Francie a  Jordánsko: V lednu 2024 Francie spolu s Jordánskem z letadel shodila do Pásma Gazy sedm tun humanitární pomoci. Jordánsko takto shodilo humanitární pomoc do Pásma Gazy už několikrát, poprvé začátkem listopadu 2023. V případě Francie šlo o první takový způsob doručení. Francie jinak poslala do Pásma Gazy od října pomoc pozemní cestou.[45]
- Spojené království: 14. ledna 2024 prohlásil britský ministr zahraničí David Cameron, že „Izrael jedná v sebeobraně“ a popřel, že by se dopouštěl v Gaze válečných zločinů. Odmítl jihoafrické obvinění z genocidy Palestinců jako „nesmysl“ a řekl, že Izrael je „demokracie, země s právním státem, země s ozbrojenými silami, které jsou odhodláni dodržovat zásady právního státu“.[46]
- Česko: Prezident Petr Pavel při návštěvě Izraele vyjádřil plnou podporu Izraeli a za viníka všech civilních obětí označil Hamas, který si podle Pavla bere palestinské civilisty jako lidské štíty. Ocenil Izrael, který podle Pavla „dělá vše, aby se i palestinským civilistům dostala humanitární pomoc.“[47] Slíbil uvolnit 10 milionů korun na pomoc zdravotnickým organizacím. Polovina by měla být přidělena palestinským organizacím a druhá polovina izraelským.[48]
- Spojené státy americké: Na začátku února 2024 americký prezident Joe Biden prohlásil: „Jsem toho názoru, jak víte, že postup při reakci v Pásmu Gazy byl přehnaný.“ Dále řekl: „Je tu spousta nevinných lidí, kteří hladoví, spousta nevinných lidí, kteří mají problémy a umírají, a to musí přestat.“ Dal také najevo, že tlačí na obě strany konfliktu, aby dosáhly dlouhodobého přerušení bojů.[49]
- Austrálie,  Kanada a  Nový Zéland: V polovině února v reakci na plánovanou izraelskou ofenzivu do Rafáhu Kanada, Austrálie a Nový Zéland vyzvaly k humanitárnímu příměří. Požadovaly ochranu civilistů a aby Izrael zastavil ofenzivu a Hamás složil zbraně a propustil civilisty.[50]
- Irsko a  Španělsko: V polovině února premiéři Irska a Španělska ve společném dopise vyzvali Evropskou komisi k přijetí kroků k zamezení útoku Izraele na město Rafáh. „Vzhledem ke kritické situaci v Rafahu Irsko a Španělsko právě požádaly Evropskou komisi, aby urychleně přezkoumala, zda Izrael dodržuje své závazky dodržovat lidská práva v Gaze,“ prohlásil Pedro Sánchez.[51]
- Čína: Čína v polovině února 2024 vyzvala Izrael, aby co nejdříve zastavil vojenskou operaci v Rafáhu na jihu Pásma Gazy a zabránil tak ještě větší humanitární katastrofě.[52]
- Evropská unie: Celkem 26 z 27 zemí Evropské unie v druhé polovině února 2024 vyzvalo k okamžité humanitární pauze v Pásmu Gazy, která by vedla k „udržitelnému příměří“. Proti bylo jen Maďarsko, které rovněž zablokovalo jednání o sankcích vůči radikálním židovským osadníkům.[53]
- Německo: V polovině února 2024 německá ministryně zahraničí Annalena Baerbocková prohlásila, že „bezpečnost lidí v Izraeli je stejně důležitá jako přežití Palestinců.“ Současně ovšem zopakovala, že Německo podporuje právo Izraele na obranu před „teroristy, kteří se jako zbabělci schovávají za civilisty.“ Vedle toho uvedla, že „pokud Izrael zahájí rozšířenou vojenskou operaci v Rafahu, byla by to předvídatelná humanitární katastrofa.“[54]
- Spojené království: Koncem února 2024 britský princ William vyzval k co nejrychlejšímu ukončení bojů mezi Izraelem a palestinským hnutím Hamás v Pásmu Gazy. Uvedl: „Jsem nadále hluboce znepokojen strašlivými lidskými oběťmi konfliktu na Blízkém východě od teroristického útoku Hamásu 7. října. Příliš mnoho lidí bylo zabito. Stejně jako mnoho dalších si přeji, aby boje co nejdříve skončily. Je zoufale nutné zvýšit humanitární pomoc Gaze. Je velmi důležité, aby se pomoc dostala dovnitř a aby rukojmí byli propuštěni.“[55]
- Spojené království: Britská vláda konzervativního premiéra Rishiho Sunaka v únoru 2024 oznámila, že vyčlení 31 milionů liber (727 milionů Kč) mimo jiné na více osobních strážců a policejních hlídek pro ochranu britských poslanců hájících Izrael.[56]Americký ministr obrany Lloyd Austin a izraelský ministr obrany Jo'av Galant 18. prosince 2023

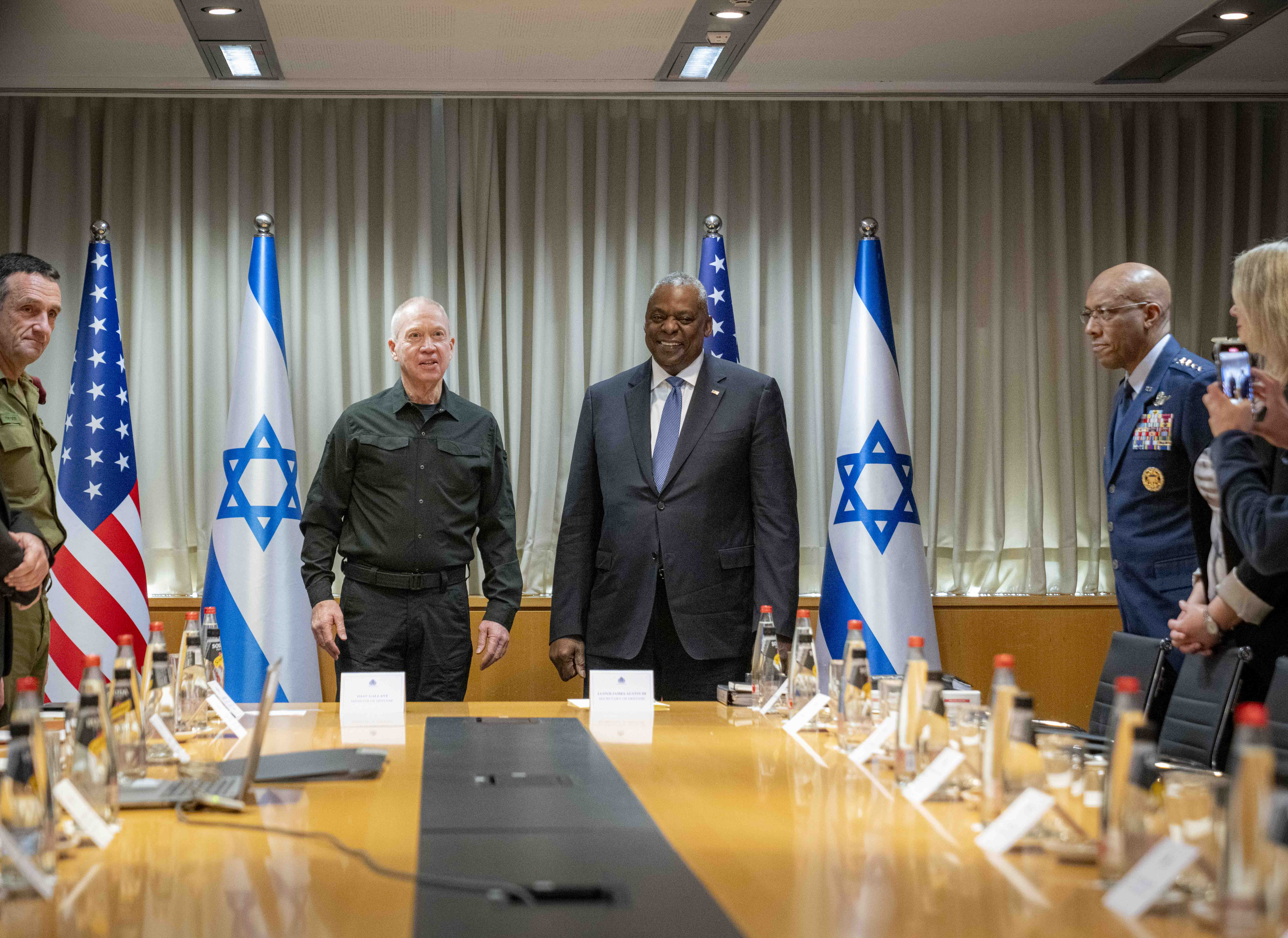
Americký ministr obrany Lloyd Austin a izraelský ministr obrany Jo'av Galant 18. prosince 2023

- Spojené státy americké: Dne 20. února 2024 americká vláda vetovala návrh rezoluce Rady bezpečnosti OSN, kterou předložilo Alžírsko, požadující příměří v Gaze. Šlo již o třetí takové americké veto od začátku války. USA současně předložily protinávrh rezoluce, v němž volaly po dočasném příměří a postavily se proti zahájení izraelské pozemní ofenzivy ve městě Rafáh.[57]
- Spojené státy americké: Dne 18. prosince 2023 prohlásil americký ministr obrany Lloyd Austin, že americká podpora Izraeli je „neotřesitelná“.[58] Na konci února 2024 Lloyd Austin uvedl, že počet palestinských žen a dětí zabitých Izraelem od začátku války v Pásmu Gazy přesahuje 25.000. Později dodal, že Izrael by měl více dbát na ochranu civilistů a že USA Izraeli poskytnuly přibližně 21.000 kusů přesně naváděné munice. Následně mluvčí Pentagonu jeho slova korigovala, že šlo o celkové počty obětí, u nichž není možné spolehlivě určit podíl žen a dětí.[59]
- Spojené státy americké: Na konci února 2024, po incidentu, při kterém izraelští vojáci pálili do davu, který se shromáždil kolem konvoje s humanitární pomocí, mluvčí kanceláře amerického prezidenta Olivia Daltonová uvedla: „Spojené státy jsou hluboce znepokojeny dnešním úmrtím desítek lidí během distribuce humanitární pomoci v Pásmu Gazy a budou žádat prošetření okolností neštěstí.“ Incident odsoudilo také vedení OSN, Itálie, Německo či Kanada.[60]
- Spojené státy americké: V březnu 2024 americká viceprezidentka Kamala Harris obvinila Izrael z toho, že nedělá dost pro zmírnění „humanitární katastrofy“.[61] Současně požadovala, aby teroristické hnutí Hamás souhlasilo s okamžitým vyhlášením šestitýdenního příměří v Pásmu Gazy.[62]
- Spojené státy americké: Na začátku března zareagovaly Spojené státy americké na humanitární krizi v Pásmu Gazy vysláním letadel C-130 Hercules s potravinami, které na území shodily.[63] Jednalo se ovšem o nedostatečnou pomoc, která byla schopna nahradit pouze několik kamionů s potravinami.[64]
- Spojené státy americké: Dne 7. března 2024 Spojené státy americké uvedly, že během následujících týdnů postaví v Gaze dočasné přístavní molo pro distribuci humanitární pomoci od moře. Náklad bude z bezpečnostních důvodů vždy kontrolován v přístavu Larnaka na Kypru. Zástupce vlády Spojených států uvedl: „Nečekáme na Izraelce. Nastal čas, aby se USA postavily do vedení. Proto budujeme koalici zemí, abychom nastalou naléhavou situaci řešili.“[65]
- Evropská unie: Dne 8. března předsedkyně Evropské komise Ursula von der Leyenová při návštěvě Kypru prohlásila, že do pár dnů se otevře námořní koridor s humanitární pomocí pro Pásmo Gazy. Do zásobování se zapojí EU, Spojené království, Spojené státy americké a Spojené arabské emiráty.[66] První loď z Kypru vyplula dne 12. března.[67]
- Evropská unie: Šéf unijní diplomacie Josep Borrell obvinil v březnu Izrael před Radou bezpečnosti OSN z toho, že používá hlad jako válečnou zbraň. Řekl: „Je to krize způsobená člověkem. A když hledáme alternativní způsoby poskytování podpory po moři nebo letecky, musíme připomenout, že to musíme dělat, protože přirozený způsob poskytování podpory po silnicích je uzavřen - uměle uzavřen - a hladomor je používán jako válečná zbraň.“
- Evropská unie: Na Summitu EU v březnu 2024 jednohlasně vyzvali šéfové států a vlád členských zemí EU k okamžité humanitární pauze vedoucí k udržitelnému příměří v Pásmu Gazy. Šlo o první jednomyslné rozhodnutí EU od vypuknutí války. Předsedkyně Evropské Komise Ursula von der Leyenová hovořila o „pokraji hladomoru“ v Pásmu Gazy a nezbytnosti dvoustátního řešení.[68]
- Organizace spojených národů: Generální tajemník OSN António Guterres při návštěvě hraničního přechodu Rafáh v březnu 2024 prohlásil, že zablokování nákladních aut s humanitární pomocí na egyptské straně hranice s Pásmem Gazy, kde lidé čelí hladu, je „morální nehoráznost“.[69]
- Francie: Ke konci března 2024 francouzský prezident Emmanuel Macron varoval izraelského premiéra Benjamina Netanjahua, že nesouhlasí s plánovanou izraelskou ofenzivou v Rafáhu. Nucený přesun obyvatelstva by podle něj byl válečným zločinem.[70]
- Organizace spojených národů: Dne 25. března 2024 Rada bezpečnosti OSN poprvé od vypuknutí války přijala rezoluci vyzývající k okamžitému příměří. Rezoluci předložil Mosambik. Spojené státy americké se při hlasování zdržely. Přijetí rezoluce odsoudil Izrael, naopak Hamás ji přivítal. Izrael v reakci zrušil plánovanou diplomatickou návštěvu Washingtonu.[71]
- Spojené státy americké: Americký prezident Joe Biden na začátku dubna 2024 ostře zkritizoval izraelský zásah konvoje organizace World Central Kitchen rozvážejícího potraviny v Pásmu Gazy. Prohlásil, že je „pobouřen a zdrcen“ a vyzval Izrael, aby rychle vyvodil odpovědnost za tento útok a napříště lépe chránil humanitární pracovníky.[72]
- Organizace spojených národů: Rada OSN pro lidská práva (UNHRC) dne 5. dubna 2024 schválila rezoluci odsuzující Izrael za činy v Pásmu Gazy, které lze přirovnat k etnickým čistkám, nebo za použití hladu jako způsobu boje. UNHRC také vyzývá k zastavení dodávek zbraní Izraeli a k okamžitému příměří. Dokument podpořilo 28 zemí, 13 se hlasování zdrželo. Šest hlasovalo proti, včetně Spojených států nebo Německa.[73]
- Česko: Český ministr zahraničí Jan Lipavský na začátku dubna 2024 uvedl, že česká vláda uvolní dalších deset milionů korun pro Světový potravinový program (WFP) na humanitární pomoc v Gaze. „Nemůžeme nečinně přihlížet zhoršující se humanitární situaci v Gaze, kde reálně hrozí hladomor. Proto jsem dnes rozhodl o uvolnění další pomoci v podobě deset milionů korun pro WFP. Navazujeme tím na náš příspěvek z ledna ve výši pět milionů korun,“ uvedl Lipavský.[74] Při setkání s izraelským ministrem zahraničí Gid'onem Sa'arem v Praze v listopadu 2024 ho Lipavský ujistil, že navzdory vydání mezinárodního zatykače na izraelského premiéra Netanjahua „Česko dál stojí pevně za Izraelem, který je a vždy zůstane naším nejdůležitějším strategickým partnerem.“[75] V rozhovoru pro zpravodajský server Echo24 Lipavský v květnu 2025 odmítl tvrzení, že by se Izrael v Gaze dopouštěl genocidy nebo páchal válečné zločiny.[76] Na jednání ministrů zahraničních věcí EU v Bruselu v červenci 2025 Lipavský odmítl sankce proti Izraeli kvůli postupu v Gaze, který podle analýzy EU porušuje lidskoprávní ustanovení Asociační dohody EU-Izrael, a místo toho vyzval k „dialogu“.[77]
- Spojené království: Britský premiér Rishi Sunak na začátku dubna 2024 pronesl: „Nadále hájíme právo Izraele zničit hrozbu ze strany teroristů z Hamásu a bránit svou bezpečnost, avšak celé Spojené království je šokováno krveprolitím a zděšeno vraždou statečných britských hrdinů, kteří dováželi jídlo potřebným.“ Okomentoval tak izraelský útok na humanitární konvoj World Central Kitchen. „Tento strašný konflikt musí skončit. Rukojmí musí být propuštěni. (Pásmo Gazy) musí být zaplaveno humanitární pomocí, kterou se ze všech sil snažíme dopravovat po zemi, vzduchem i po moři,“ dodal.[78]
- Španělsko: V polovině dubna 2024 španělský premiér Pedro Sánchez prohlásil, že Evropa je připravena uznat palestinský stát. Současně uvedl, že španělská vláda má v úmyslu nejpozději v červenci samostatný palestinský stát uznat.[79]
- Spojené státy americké: Dne 18. dubna 2024 USA v Radě bezpečnosti vetovaly palestinskou žádost o plné členství v OSN. Spojené království a Švýcarsko se hlasování zdržely a zbývajících 12 členů Rady bezpečnosti návrh podpořilo. Palestina krok Washingtonu odsoudila, Izrael ho naopak ocenil.[80]Dodávky amerických zbraní do Izraele zahrnovaly bomby Mark 84

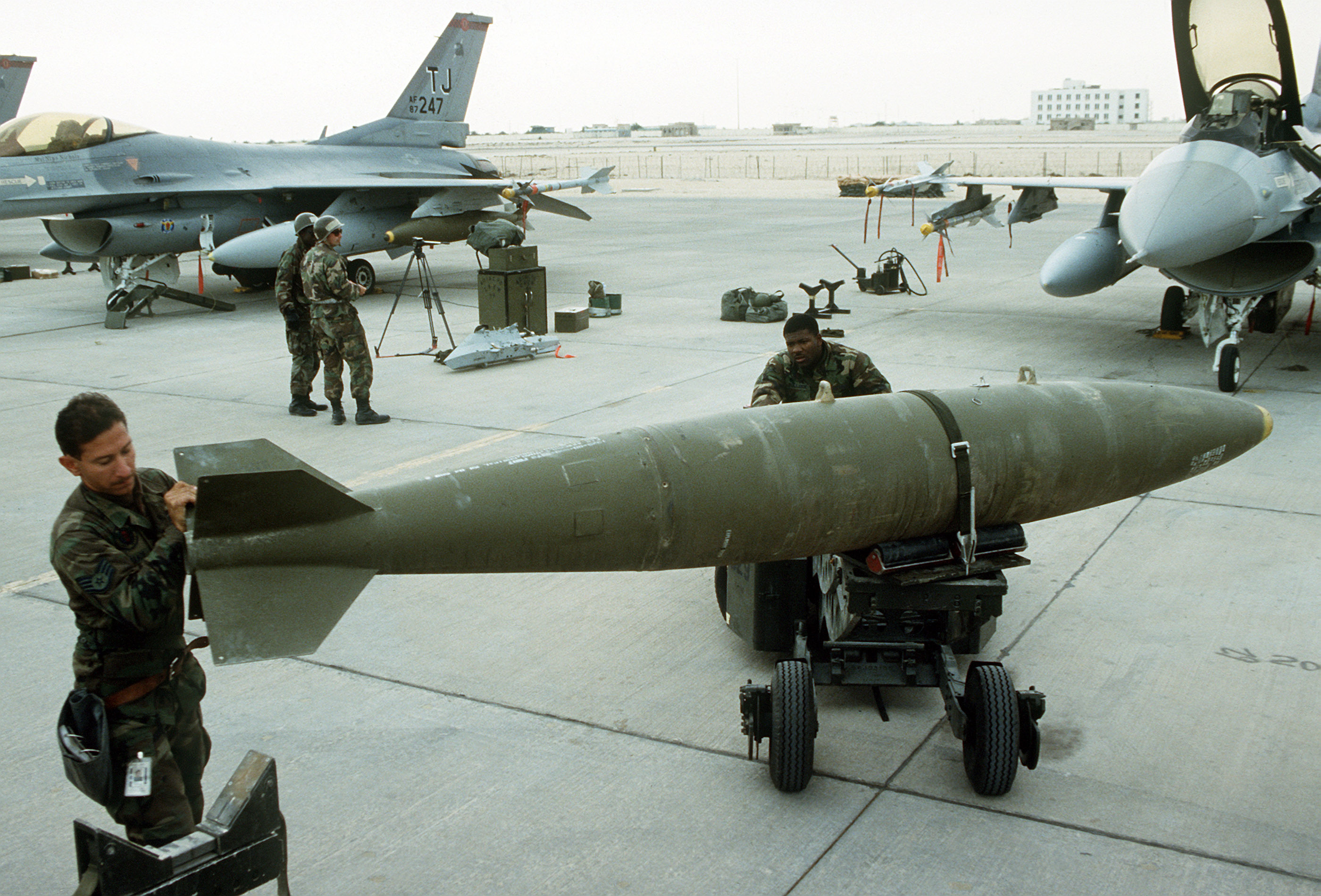
Dodávky amerických zbraní do Izraele zahrnovaly bomby Mark 84

- Spojené státy americké: Dne 24. dubna 2024 prezident Joe Biden schválil další zahraniční vojenskou pomoc Izraeli. Návrh počítá s podporou ve výši 26 miliard dolarů.[81] Dodávky amerických zbraní zahrnovaly bomby Mark 84, jejichž používání izraelskou armádou vyvolávalo obavy ze zbytečných civilních obětí v Gaze.[82] V prvním květnovém týdnu ale Biden pozastavil dodávku bomb do Izraele, a to z důvodu pokračujících příprav na ofenzívu do Rafáhu. Biden uvedl, že pokud Izrael vpadne do Rafáhu, USA budou dodávat již jen obrannou munici.[83]
- Turecko: Turecko v květnu 2024 na protest proti postupu Izraele v Gaze a prohlubující se humanitární krizi zastavilo veškerý obchod s Izraelem. Ten měl v roce 2023 hodnotu 120 miliard korun.[84][85]
- Rusko: Rusko začátkem května 2024 uvedlo, že válka v Pásmu Gazy nově eskaluje kvůli izraelské invazi do Rafáhu a že zatím nejsou vidět žádné vyhlídky na mírové řešení v Pásmu Gazy nebo i šířeji na Blízkém východě, který válka destabilizuje.[86]
- Organizace spojených národů: Valné shromáždění OSN přijalo dne 10. května 2024 rezoluci, podle níž by se Palestina měla stát plnohodnotným členem organizace. Schválený návrh uvádí, že je k tomu připravená, a vyzývá Radu bezpečnosti OSN, aby takový krok schválila. V předchozím měsíci v Radě bezpečnosti možnost palestinského členství ve světové organizaci vetovaly Spojené státy. Na zasedání Valného shromáždění se pro dokument vyslovilo 143 zemí, 25 se zdrželo a proti vedle České republiky hlasovalo dalších osm států (Argentina, Izrael, Maďarsko, Mikronésie, Nauru, Palau, Papua Nová Guinea a USA).[87]
- Evropská unie: Evropská unie v polovině května 2024 vyzvala Izrael, aby okamžitě ukončil vojenskou operaci v Rafáhu na jihu Pásma Gazy. Vedla podle ní k dalšímu narušení humanitární pomoci, vysidlování obyvatel a lidskému utrpení. Josep Borrell uvedl: „V Rafáhu a jeho okolí se nachází více než milion civilistů, kteří byli vyzváni k evakuaci do oblastí, které podle OSN nelze považovat za bezpečné. EU uznává právo Izraele na obranu, Izrael však musí postupovat v souladu s mezinárodním humanitárním právem a zajistit bezpečnost civilistů.“[88]
- V téže době třináct zemí podepsalo výzvu, aby Izrael nezahajoval vojenskou operaci do Rafáhu a umožnil příliv humanitární pomoci do Pásma Gazy. Signatáři dopisu byli ministři zahraničí Francie, Německa, Itálie, Nizozemska, Finska, Dánska, Švédska, Británie, Austrálie, Nového Zélandu, Jižní Koreje, Japonska a Kanady.[89]
- Evropská unie a  Francie: Šéf diplomacie Josep Borrell odsoudil útok Izraele na uprchlický tábor u Rafáhu, který se odehrál ke konci května 2024, a to v době, kdy Mezinárodní soudní dvůr nařídil Izraeli zastavení ofenzívy do Rafáhu.[90] Stejně tak francouzský prezident Macron volal po zastavení ofenzívy, dodržování nařízení soudu a po okamžitém příměří.[91]
- Organizace spojených národů,  Africká unie a  Irsko: Izraelský nálet na uprchlický tábor u města Rafáh odsoudil také vyslanec OSN na Blízkém východě Tor Wennesland. Africká unie obvinila Izrael z porušování rozsudku Mezinárodního soudního dvora. Irský ministr zahraničí Micheal Martin označil izraelský útok za barbarský.[92]
- Itálie a  Německo: Italský ministr obrany Guido Crosetto uvedl, že s ohledem na Rafáh je izraelské válečné tažení „již neospravedlnitelné“, a poznamenal, že „Izrael musí přestat“. Německý vicekancléř Robert Habeck v reakci na útok na uprchlický tábor u Rafáhu poprvé kritizoval Izrael za „jeho nepřiměřený přístup v pásmu Gazy,“ a dodal, že jednání Izraele bylo „neslučitelné s mezinárodním právem“.[93]
- Irsko,  Norsko,  Španělsko: Dne 28. května 2024 Irsko, Norsko a Španělsko uznaly Stát Palestina. Počet členských zemí EU, které uznaly Palestinu se tím zvýšil na čtyři (již v roce 2014 stát uznalo Švédsko).[94][95] O uznání se v téže době začalo mluvit také ve Slovinsku, na Maltě a v Belgii.[96]
- Dánsko: Dne 28. května 2024 dánský parlament nepřijal návrh čtyř levicových stran na uznání nezávislosti Státu Palestina.[97][98]
- Rusko: Ruský prezident Vladimir Putin v červnu 2024 odsoudil boje v Pásmu Gazy a zároveň navrhl, že Moskva může být užitečným prostředníkem při ukončení izraelsko-palestinského konfliktu. Putin uvedl: „To, co se nyní děje v Gaze v reakci na teroristický útok na Izrael, nepřipomíná válku. Je to druh totální destrukce civilního obyvatelstva.“ Válku označil za „totální selhání“ zahraniční politiky Spojených států amerických.[99]
- Slovinsko a  Arménie: Během června 2024 samostatnost Palestiny uznaly Slovinsko a Arménie.[100][101]
- Evropská unie: V červnu 2024 Summit EU, složený z prezidentů a premiérů členských zemí, vyzval k okamžitému příměří v Pásmu Gazy. Usnesení znělo: „Evropská rada vyzývá k bezodkladnému a bezpodmínečnému úplnému provedení podmínek návrhu na příměří, což by vedlo k okamžitému příměří v Gaze, propuštění všech rukojmích a výraznému a trvalému zvýšení toku humanitární pomoci v celé Gaze.“ Summit rovněž odsoudil útoky na humanitární pracovníky i násilí páchané radikálními židovskými osadníky na Západním břehu Jordánu a ve východním Jeruzalémě. Česko, Německo, Rakousko a Maďarsko se ale postavily proti uvedení zmínky o nezávislosti palestinské státnosti, ta se nakonec v usnesení neobjevila.[102]
- Česko: V druhé polovině července prezident Petr Pavel v rozhovoru pro ČTK uvedl, Česko nadále stojí za Izraelem. Ovšem cílem v konfliktu na Blízkém východě by mělo být dostat strany, s výjimkou Hamásu, k jednacímu stolu. Výsledkem jednání by měla být nějaká forma státnosti pro Palestince. Současně by Izrael měl ukončit válečné boje a podpořit distribuci humanitární pomoci.[103]
- Turecko: Koncem července 2024 turecký prezident Recep Tayyip Erdogan v komentáři k pokračování ofenzívy Izraele v Pásmu Gazy řekl, že jeho země by mohla vojensky zakročit proti Izraeli, podobně jako to v minulosti učinila v jiných oblastech. Nespecifikoval však, o jaký zásah by se mělo jednat. Izrael reagoval deklarativní žádostí o vyloučení Turecka z NATO.[104]
- Palestina,  Katar,  Turecko,  Egypt,  Irák: V reakci na zabití šéfa politického křídla Hamásu Ismáíla Haníji v íránském Teheránu dne 31. července 2024 prezident Palestiny Mahmúd Abbás označil atentát za „zbabělý čin a vážnou eskalaci“. Ministr zahraničí Kataru útok označil za „ohavný zločin a hanebný atentát“. Turecký prezident Recep Tayyip Erdogan útok odsoudil coby „zrádný atentát na jeho ‘bratra’“. Egyptský ministr zahraničí uvedl, že atentátem Izrael „riskuje, že v regionu podnítí konfrontaci, která by mohla mít hrozivé bezpečnostní důsledky“. Irácký ministr zahraničí upozornil, že izraelský útok znamená „ohrožení bezpečnosti a stability v regionu“.[105]
- Rusko: Ruský náměstek ministra zahraničí v reakci na zabití Haníji uvedl, že „je to naprosto nepřijatelná politická vražda a povede to k další eskalaci napětí“.[106]
- Čína: Čína odsoudila útok a upozornila, že atentát může vést k destabilizaci regionu.[107]
- Írán: Íránský vůdce Alí Chameneí vydal údajně příkaz k přímým úderům na izraelské území kvůli zabití Ismáíla Haníji. Tvrdil to deník The New York Times s odkazem na tři nejmenované íránské zdroje.[108]
- Spojené státy americké: Americký prezident Joe Biden přislíbil Izraeli pomoc při obraně před jakýmikoli útoky z Íránu.[109] Současně ale uvedl, že zabití Haníji nijak nepomohlo vyjednávání o dosažení příměří.[110]
- Evropská unie a  Irsko: V srpnu 2024 šéf diplomacie EU Josep Borrell a irský ministr zahraničí Micheál Martin uvedli, že jsou pro to, aby EU uvalila sankce na některé členy izraelské vlády, zejména na pravicové radikály. Martin také vyzval k jednání nad právním názorem Mezinárodního soudního dvora (ICJ) o nelegálnosti izraelské okupace palestinských území.[111]
- Organizace spojených národů: Po srpnových útocích Izraele na Západním břehu Jordánu generální tajemník OSN António Guterres označil „nejnovější vývoj na Západním břehu Jordánu, včetně zahájení rozsáhlých izraelských vojenských operací, za "hluboce znepokojující"“. Dále uvedl: „Důrazně odsuzuji ztráty na životech, včetně z řad dětí, a vyzývám k okamžitému zastavení těchto operací“, s tím, že je nutné konflikt řešit diplomatickou cestou, která povede k ukončení násilí a dvoustátnímu řešení, tedy vytvoření nezávislé Palestiny po boku Izraele.[112]
- Organizace spojených národů: Generální tajemník OSN António Guterres tvrdě odsoudil zářijový izraelský útok na školu v uprchlickém táboře Nusajrát v Gaze, která podle OSN sloužila jako úkryt pro 12 tisíc vysídlených lidí. Během úderu zemřelo šest zaměstnanců UNRWA, což bylo nejvíce obětí během jednoho útoku.[113][114] Izrael kritiku odmítl.[115]
- Evropská unie: V listopadu 2024 končící šéf diplomacie Evropské unie Josep Borrell navrhl členským státům EU, aby sedmadvacítka pozastavila pravidelný politický dialog s Izraelem. Důvodem měla být obvinění z porušování lidských práv a mezinárodního humanitárního práva. Politický dialog mezi EU a Izraelem upravuje tzv. asociační dohoda z roku 2000. Přezkum dohody už dříve navrhovaly Irsko a Španělsko.[116]
- Vatikán: Papež František v listopadu uvedl: „Myslím především na ty, kteří opouštějí Gazu uprostřed hladomoru, který postihl jejich palestinské bratry a sestry, vzhledem k obtížím s dopravou potravin a pomoci na jejich území.“ A dále: „Podle některých odborníků, má to, co se děje v Gaze, charakter genocidy. Mělo by být pečlivě prozkoumáno, zda odpovídá technické definici formulované právníky a mezinárodními orgány.“[117] V prosinci papež představil ve Vatikánu betlém vyrobený palestinskými umělci. Ježíšek v něm leží na arabské kefíje.[118]
- Vatikán: V květnu 2025 nový papež Lev XIV. uvedl: „V radosti víry a společenství nemůžeme zapomenout na bratry a sestry, kteří trpí kvůli válkám. Děti, rodiny a staří lidé, kteří přežili v Gaze, hladoví.“[119]
- Španělsko: Premiér Pedro Sánchez v květnu 2025 označil Izrael za „genocidní stát“, s nímž jeho země nebude obchodovat.[120]
- Itálie a  Německo: Po zahájení nové izraelské ofenzivy v květnu 2025, která probíhala po druhém měsíci totální blokády humanitární pomoci, uvedl italský ministr zahraničí Antonio Tajani: „Musíme izraelské vládě říct ‚dost‘. Zastavme útoky, zajistěme příměří, osvoboďme rukojmí, ale nechme na pokoji lidi, kteří se stali oběťmi Hamásu.“ Znepokojení vyjádřila také německá diplomacie.[121]
- Francie,  Kanada a  Spojené království: Lídři Francie, Kanady a Spojeného království ve společném prohlášení vyzvali Izrael, aby zastavil novou ofenzivu v Pásmu Gazy a umožnil přísun humanitární pomoci. V prohlášení stálo: „Nebudeme přihlížet tomu, jak Netanjahuova vláda pokračuje v těchto hanebných akcích. Pokud Izrael nezastaví obnovenou vojenskou ofenzívu a nezruší omezení humanitární pomoci, podnikneme další konkrétní kroky.“[122]

## Reakce veřejnosti

### Reakce v Izraeli

#### Průzkumy veřejného mínění
Devatenáct dní po vypuknutí války s Hamásem se podle průzkumu Israel Democracy Institute podpora izraelské vlády mezi občany Izraele propadla na historické minimum 18 %. Mezi židovskou populací Izraele měla vláda Netanjahua podporu 20 %, zatímco mezi arabskou populací Izraele jen 7 %. Naopak důvěra v izraelskou armádu vzrostla o 2 procentní body.
Podle průzkumu Israel Democracy Institute, který byl zveřejněn v listopadu 2023, celkem 44,6 % Izraelců preferovalo vyjednání propuštění rukojmích bez čekání na sjednání příměří. Ovšem 26,6 % Izraelců uvádělo, že by izraelská vláda neměla s Hamásem vyjednávat vůbec. Podle Peace Indexu Telavivské univerzity, rovněž z listopadu 2023, se podpora mírových jednání s Palestinci mezi Izraelci propadla z 47 % (září 2023) na 24,5 % (ke konci října 2023).
Navzdory nízké popularitě premiéra Netanjahua velká část izraelské společnosti, s výjimkou izraelských Arabů, podporovala vojenské operace izraelské armády v Gaze. Průzkum veřejného mínění provedený v prosinci 2023 Izraelským demokratickým institutem zjistil, že 87 % židovských Izraelců podporovalo válku proti Hamásu v Gaze.
Podle pravidelného průzkumu Agam Institute, který sledoval veřejné mínění v Izraeli od října 2023 do ledna 2024, si 56 % židovských obyvatel Izraele myslelo, že Netanjahu propojuje své osobní politické zájmy s válkou. Současně se ukázalo, že ve sledovaném období vzrostl u židovské populace Izraele podíl osob, kteří si myslí, že za válku je odpovědný Netanjahu ze 17 % na 35 %. Celkem tři čtvrtiny osob si myslely, že je alespoň částečně či zcela odpovědný.
Dle výsledků z průzkumu Pew Institute z března 2024 jen 19 % židovských Izraelců věřilo v možnost koexistence s Palestinci, což bylo nejméně od začátku měření v roce 2013. V průzkumu byla položena otázka, kdo by měl vládnout Pásmu Gazy po válce. Polovina židovských respondentů odpověděla, že Izrael. Pouze 23 % respondentů by vládu nechalo na Palestincích, ovšem bez Hamásu. Naopak arabští Izraelci v odpovědích z 66 % uvedli, že Palestinci, v 9 %, že Hamás, pouze 3 % uvedla Izrael.
V průzkumu izraelské agentury Midgam z června 2024 se 66 % respondentů vyslovilo pro odchod Benjamina Netanjahua z vysoké politiky, naopak 27 % ho podpořilo. Průzkum pro televizní stanici Channel 12 v téže době uvedl, že by voliči uvítali, kdyby se premiérem stal bývalý předseda vlády Naftali Bennett, který politiku opustil v roce 2022. Současně 85 % respondentů by uvítalo spuštění vyšetřování toho, jak mohlo dojít k teroristickému útoku z října 2023.
V červencovém průzkumu pro izraelskou televizní stanici Channel 12 67 % respondentů uvedlo, že preferují zajištění návratu rukojmích, oproti 26 %, kteří preferovali dokončení války. Celkem 54 % respondentů označilo za hlavní důvod pokračování války politické zájmy Netanjahua. 68 % respondentů se domnívalo, že Izrael je od vítězství mnohem více vzdálen, než jak deklaroval Netanjahu.

#### Protipalestinské protesty
V říjnu 2023 se sešel dav krajně pravicových Izraelců před palestinskou kolejí Netanya Academic College s skandovali slogan „smrt Arabům“. Podle neověřeného tvrzení protestujících došlo na univerzitě k incidentu, kdy palestinští studenti házeli vajíčka na židovské studentky. Proti protestu zasáhla policie.
V listopadu 2023 vydalo izraelské drillové duo Ness a Stilla proválečnou píseň „Harbu Darbu“, která se následně umístila na vrcholu izraelské hitparády. V písni duo podporuje izraelskou armádu a přeje smrt vůdcům Hamásu, ale také západním celebritám, jako Bella Hadid, Mia Khalifa a Dua Lipa, které kritizovaly Izrael.
Ke konci prosince 2023 izraelští demonstranti blokovali konvoj humanitární pomoci u přechodu Kerem Šalom. Během následujících měsíců se opakovaly další a další protesty proti dodávání humanitární pomoci Palestincům v Pásmu Gazy (včetně blokád a ničení nákladu). Řadu z nich vedly rodiny izraelských rukojmích. V květnu byli zadrženi čtyři Izraelci během ničení nákladu humanitární pomoci u hraničního přechodu na Západním břehu Jordánu.
V lednu 2024 se na internetu objevilo video z protestu aktivních záloh izraelské armády, na kterém demonstrovaly za tvrdší úder na Pásmo Gazy. V květnu vzbudilo pozornost další video s údajnými členy aktivních záloh izraelské armády, ve kterém voják upozorňuje izraelskou vládu, že nehodlá předat Pásmo Gazy Palestincům a pokud k tomu bude nucen, vzbouří se proti ministrovi obrany. Izraelská armáda následně spustila vyšetřování případné vzpoury.
V červnu 2024, při příležitosti svátku Jom Jerušalajim, prošel Muslimskou Čtvrtí Jeruzaléma průvod tisíců nacionálně orientovaných Izraelců. V průvodu byly také skupiny krajně pravicových Izraelců, kteří skandovali hesla „smrt Arabům“ a „ať vaše vesnice shoří“. Napadali také místní obyvatele. Policie zatkla osmnáct osob. Krajně pravicový ministr Itamar Ben Gvir při průvodu vystoupil s projevem, ve kterém řekl: „Jeruzalém je náš, Damašská brána je naše, Chrámová hora je naše. Dá-li Bůh, celkové vítězství je naše.“
Itamar Ben Gvir během války opakovaně navštívil Chrámovou horu ve východním Jeruzalémě a prohlašoval, že by se na ní měli moci modlit židé a dokonce by zde měla být postavena synagoga. Tím by bylo porušeno náboženské status quo, které prostor s mešitou al-Aksá vyhrazuje muslimům. Chrámová hora je od roku 1967 i se zbytkem východního Jeruzaléma okupována Izraelem. Samotný prostor plošiny je ve správě Jeruzalémského islámského vakfu. Vyjádření Ben Gvira a jeho návštěvy slovy o „provokaci“, „eskalaci“ či „porušení mezinárodního práva“ kritizovaly také Palestina, Spojené státy americké, Egypt, Jordánsko, Spojené arabské emiráty i další země.
Koncem července 2024 bylo vojenskou policií zadrženo devět vojáků, kteří byli obviněni z násilného zneužití palestinského vězně. Jejich zadržení odsoudili krajně pravicoví ministři. Následně davy krajně pravicových Izraelců vnikly na dvě základny, kde byli vojáci drženi, ale po střetech z nich byli protestující vytlačeni.
V polovině srpna izraelská policie zatkla čtrnáct radikálních Izraelců, kteří se spolu s desítkami dalších příznivců izraelské krajní pravice pokusili překročit hranici do Pásma Gazy, kde se chtěli modlit a založit zárodek budoucí osady. Učinili tak na výročí 19 let od stažení Izraele z Pásma Gazy a opuštění tamních osad.
V říjnu 2024 se v blízkosti hranice s Pásmem Gazy konala ultranacionalistická konference, která propagovala obnovu židovského osadnictví v Pásmu Gazy. Konferenci pořádala radikální osadnická organizace ze Západního břehu Jordánu Nachala a účastnili se jí zejména příznivci náboženského sionismu a osadníci ze Západního břehu Jordánu. Na konferenci vystoupil krajně pravicový ministr Itamar Ben Gvir (Ocma jehudit), který prohlásil, že „povzbuzování Palestinců k odchodu z Pásma Gazy by bylo nejvíce etické řešení konfliktu“. Krajně pravicový ministr financí Becal'el Smotrič (Tkuma) podpořil výstavbu osad v Pásmu Gazy a uvedl, že „Pásmo bylo historickým územím Izraele“ a že „bez osad nebude bezpečí“. Poslankyně Maj Golan (Likud) zase na konferenci řekla, že „jediné, co na Araby platí, je zabírání půdy“. Na konferenci vystoupili i další politici, například ministr Jicchak Wasserlauf (Ocma jehudit) nebo řada poslanců Likudu.
V listopadu 2024 skupina izraelských vojáků zajistila vstup do Pásma Gazy Danielle Weiss, předsedkyni radikální osadnické organizace Nachala. Weiss měla v Pásmu Gazy ověřit možnosti založení ilegálních osad v severní části Pásma Gazy. Vjezd se údajně odehrál bez vědomí velení izraelské armády a následně měl být prošetřován.
Koncem listopadu 2024 pořádala osadnická lobbistická organizace Rada Ješa' konferenci, na které vystoupil krajně pravicový ministr financí Becal'el Smotrič (Tkuma). Ten ve své řeči uvedl, že by Izrael měl okupovat Pásmo Gazy a aktivně „povzbudit“ alespoň polovinu tamních Palestinců k emigraci do dvou let.

#### Protivládní protesty
Na začátku února 2024 tisíce lidí vyšly do ulic Tel Avivu, Jeruzaléma a dalších izraelských měst demonstrovat proti premiérovi Benjaminu Netanjahuovi a jeho vládě, kterou viní, že nedělá dost pro propuštění rukojmích držených hnutím Hamás v Pásmu Gazy. Tentokrát demonstranti vládu jasně kritizovali za to, že je podle nich lhostejná k osudu rukojmích. V Tel Avivu se konaly protesty na několika místech, někde se skupinky demonstrantů střetly s policií, když protestující blokovali silnice. Lidé nesli transparenty s fotografiemi unesených a také s výzvami k odstoupení Netanjahua.
V Jeruzalémě se na konci března 2024 sešly desetitisíce lidí na demonstraci proti vládě premiéra Benjamina Netanjahua. Protestující žádali vypsání nových voleb, vyzývali k propuštění rukojmích unesených palestinským hnutím Hamás a protestovali proti výjimkám z vojenské služby pro ultraortodoxní židy. Podle organizátorů se na protestu shromáždilo dokonce přes 100 000 lidí. Některá izraelská média napsala, že jde o největší demonstraci od začátku války Izraele s Hamásem.
Na začátku května 2024 tisíce Izraelců opět protestovaly a požadovaly, aby premiér Benjamin Netanjahu přijal dohodu o příměří s radikálním palestinským hnutím Hamás, na jejímž základě by se zbývající izraelští rukojmí vrátili domů z Pásma Gazy. Na shromáždění v Tel Avivu příbuzní a příznivci více než 130 rukojmích, kteří jsou stále v zajetí, prohlásili, že je třeba udělat vše pro jejich návrat domů. Shromáždění se konalo v době, kdy se představitelé Hamásu setkali v Káhiře s egyptskými a katarskými zprostředkovateli. V polovině května se v Tel Avivu konaly další masové demonstrace požadující předčasné volby a okamžité dojednání propuštění rukojmích. O pár dní později se v Izraeli konal další protivládní a protiválečný protest. Binjamin Ganc (Státní tábor) následně prohlásil, že pokud nebude do tří týdnů schválen strategický plán pro ukončení války v Pásmu Gazy, který bude zahrnovat body obnovy Pásma Gazy, opustí válečný kabinet. Netanjahu to v médiích odmítl.
Demonstranti se v centru Tel Avivu začali scházet pravidelně každou sobotu. Dne 1. června 2024 se demonstrace proti vládě a za přijetí dohody o příměří představené americkým prezidentem Joe Bidenem, účastnilo dle organizátorů 120 000 osob.
Dne 8. června 2024 izraelská armáda osvobodila čtyři rukojmí. Protesty Izraelců v tento den oslavovaly osvobození rukojmí, ale současně vyzvaly vládu k vyjednání propuštění všech rukojmí a nadále volaly po předčasných volbách. Policie při protestech zatkla 33 osob. Binjamin Ganc v reakci na zveřejnění zprávy o osvobození rukojmích odvolal svou tiskovou konferenci ke konci ultimáta o svém působení ve válečném kabinetu, které v květnu dal premiérovi Netanjahuovi. Ganc nakonec opustil izraelský válečný kabinet o den později. Zároveň Netanjahua vyzval ke stanovení data předčasných voleb. Premiér byl podle Gance překážkou vítězství ve válce proti Hamásu. Válečný kabinet opustil také Gadi Eizenkot (Státní tábor), který v něm měl roli pozorovatele.
V polovině července někteří členové rodin rukojmích podnikli protestní pochod z Tel Avivu do sedmdesát kilometrů vzdáleného Jeruzaléma. Obdobný pochod se konal již v březnu, kdy se ho účastnily tisíce Izraelců a byl zakončen masovou demonstrací.
Na konci srpna v jednom z tunelů pod Rafahem bylo nalezeno šest těl rukojmích. Podle izraelské armády byla rukojmí zabita příslušníky Hamásu při jejich ústupu jen pár dní předem. Premiér Netanjahu následně čelil tvrdé kritice pozůstalých, kteří vyzvali ke generální stávce. Odbory (zejména Histadrut) vyhlásily generální stávku na 2. září. V předvečer stávky vyšlo do ulic až půl milionu Izraelců. 300 000 z nich se mělo dle organizátorů účastnit demonstrace v Tel Avivu. Protestující volali po okamžitém přijetí dohody o příměří a propuštění rukojmích. Šlo o největší demonstraci od začátku války. Část demonstrantů zablokovala příjezdovou dálnici do Tel Avivu. Policie zatkla nižší desítky osob. V den generální stávky izraelský soud zabývající se pracovním právem nařídil její ukončení. Odbory uposlechly.
V průběhu navazujícího týdne se každý den konaly menší demonstrace, kterých se účastnily nižší tisíce osob. Během nich policie zatkla přes sto osob a žádala o jejich vzetí do vazby, soud je ovšem propustil. Demonstranti hlásili růst policejního násilí, což potvrdili i dva reportéři Times of Israel, kteří byli také napadeni policií. V sobotu 7. září, na výročí jedenácti měsíců války, se podle organizátorů konala v Tel Avivu dosud největší demonstrace za přijetí dohody o propuštění rukojmích. V Tel Avivu mělo vyjít do ulic půl milionu osob. Dalších 250 tisíc se mělo účastnit v jiných městech.
Dne 19. září 2024 zahájila osmdesátitříletá Izraelka před Knesetem protestní hladovku. Žena, která sama ztratila svého syna v první libanonské válce, žádá, aby vláda přijala dohodu o navrácení rukojmí. Brzy poté se k protestní hladovce přidalo dalších 13 izraelských aktivistů. V polovině října již hladovku drželo osmnáct osob, přičemž čtyři z nich přes dvacet dní.
Dne 5. listopadu 2024 Netanjahu odvolal ministra obrany Jo'ava Galanta (Likud). Ten byl jeho nejhlasitějším kritikem, který prosazoval přijetí dohody o příměří a zřízení státní vyšetřovací komise k prošetření pochybení před útokem Hamásu na Izrael. V reakci vyšly tisíce Izraelců do ulic, aby proti tomuto protestovali. Netanjahu se pokusil Galanta odvolat již v březnu 2023, kdy kritizoval jeho kontroverzní justiční reformu. Do funkce ministra obrany byl poté jmenován dosavadní ministr zahraničí Jisra'el Kac (Likud).
V Tel Avivu se 19. března 2025 konala demonstrace s účastí přes 40 tisíc lidí. Ti protestovali proti Netanjahuově snaze odvolat své kritiky, šéfa Šin Bet Ronena Bara a nejvyšší státní žalobkyni Gali Baharav-Miarovou, a proti obnovení války. Další tisíce protestovaly v Jeruzalémě. Od té doby se konal týden protestů, kdy každý den probíhaly protivládní protesty a demonstrace proti destrukci demokracie. Jedné z demonstrací v Tel Avivu se účastnilo přes 100 tisíc lidí. K protestům proti ničení demokracie Netanjahuovou vládou se přidal i tisíc pracovníků vysokých škol a přední osobnosti izraelské justice. Někteří řečníci varovali předtím, že Izrael již není demokracií a že se Netanjahu chová jako diktátor.
Téměř tisíc izraelských pilotů ve výslužbě a v záloze vyzvalo v dubnu 2025 otevřeným dopisem vládu, aby zajistila okamžitý návrat všech rukojmích zadržovaných v Pásmu Gazy i za cenu zastavení války. Podobné dopisy s výzvou k ukončení války v Pásmu Gazy a zajištění návratu rukojmích napsalo v téže době i přes 150 bývalých důstojníků izraelského námořnictva a několik desítek armádních lékařů v záloze. Netanjahu v reakci na síti X napsal, že podporuje propuštění signatářů z armády. Později se k nim přidali také vysloužilí parašutisté a 1600 vojáků pěchoty, ale také bývalí členové izraelské rozvědky. Krátce poté přinesla neziskové organizace Breaking the Silence svědectví bývalých izraelských vojáků o jejich nasazení v Pásmu Gazy. Ti vypověděli o běžných praktikách bezdůvodného ničení domů, nejasně vymezené nárazníkové zóně a střelbě do civilistů. Potvrdili, že měli rozkazy úmyslně, metodicky a systematicky zničit vše.
V srpnu 2025 přibližně 600 bývalých vysoce postavených představitelů izraelské armády, tajných služeb, policie a diplomacie vyzvalo v otevřeném dopisu amerického prezidenta Donalda Trumpa, aby vyvinul tlak na izraelskou vládu a zastavil válku v Pásmu Gazy. V dopise uvádějí, že válka v pásmu začala jako obranná a spravedlivá, ale již dosáhla všech vojenských cílů a spravedlivou být přestala.
V polovině srpna 2025 svolala organizace zastupující rodiny unesených osob v Izraeli demonstraci proti ohlášené ofenzívě izraelské armády do města Gazy. Demonstrace se podle organizátorů účastnilo 500 tisíc lidí v Tel Avivu a celkově milion lidí v celém Izraeli. Podle médií byly počty nižší, řádově statisíce. Současně byla vyhlášena solidární stávka, do které se zapojila řada firem a organizací. Největší odborová organizace Histadrut ji ale nepodpořila.

#### Protesty charedim
Na konci června 2024 potvrdil Nejvyšší soud Izraele svůj dřívější verdikt z roku 2017, který označil výjimku pro odvod ultraortodoxních židů (charedim) do armády za ilegální. Nejvyšší soud tak nařídil, že vláda musí povolat ultraortodoxní židovské studenty do armády. Charedim měli v zemi výjimku z branné služby od založení Izraele v roce 1948 (tehdy jich bylo 5 %, přičemž v roce 2024 tvořili již 13 % populace). Rozsudek soudu zkritizoval Likud i jeho krajně pravicoví vládní partneři, kteří se často opírali o hlasy ultraortodoxních židů. Vynesení rozsudku vyvolalo davové protesty charedim. Na konci června při protestech tisíců charedim například došlo ke střetům s policií a k napadení vozu s ministrem Jicchakem Goldknopfem, který předsedal ultraortodoxní straně Agudat Jisra'el.
V reakci na rozsudek izraelská vláda vyhlásila, že začne nabírat charedim do armády od 21. července 2024. Stanovení termínu vedlo k dalším masovým protestům charedim, jejichž část například zablokovala dálnici. Charedim poté protestovali i nadále. Současně odmítali plnit povolávací rozkaz. Na prvních 1000 povolávacích rozkazů reagovalo jen 50 povolaných. Izraelské úřady chtěly charedim donucovat i finančně. Těm, kdo dostali povolávací rozkaz, stát nově nevyplácel stipendia. První vlna náboru byla neúspěšná. Během léta 2024 armáda povolala 3000 charedim, ale k posouzení možnosti služby se dostavilo jen 230 z nich. Ministr obrany Galant proto na začátku listopadu schválil rozeslání dalších 7000 povolávacích rozkazů. Krátce poté nový ministr obrany Jisra'el Kac povolávací rozkazy potvrdil. Jeho rozhodnutí tvrdě zkritizovali členové koaliční ultraortodoxní strany Sjednocený judaismus Tóry.
Mezi červencem 2024 a březnem 2025 armáda zaslala příslušníkům ultraortodoxních charedim 10 tisíc povolávacích rozkazů. Vojenskou službu nastoupilo ale jen 180 z nich, tj. necelá 2 %. Ti, kteří se k odvodům dostavili, čelili napadání a urážkám z komunity charedim.

#### Žaloby
Více než sto přeživších účastníků festivalu Supernova zažalovalo stát Izrael o odškodnění ve výši 500 milionů nových izraelských šekelů.

#### Vyšetřovací komise
Člen válečného kabinetu Binjamin Ganc (Státní tábor) v květnu 2024 požadoval zřízení státní komise, která by se zabývala vyšetřováním bezpečnostních pochybení, která vedla k útoku ze 7. října 2023. Premiér Benjamin Netanjahu (Likud) ale opakovaně trval na tom, že jakékoliv vyšetřování musí počkat na konec války. V červenci 2024 poslanci Knesetu odmítli v poměru 53:51 opoziční návrh na zřízení státní vyšetřovací komise k událostem ze 7. října 2023.
V reakci na odmítnutí zřízení státní vyšetřovací komise byla vytvořena neoficiální civilní vyšetřovací komise, kterou vedli zástupci přeživších a obětí ze 7. října 2023. Představitelé komise uvedli, že jsou ochotni svou činnost zastavit v momentě, kdy vláda zřídí státní vyšetřovací komisi. Do té doby, ale budou incident vyšetřovat sami. Velmi rychle se komisi nahlásily stovky osob ochotných vypovídat, včetně některých rezervistů a vojáků. V srpnu před komisí vypovídali také představitelé politické opozice. Bývalý ministr Gid'on Sa'ar (Nová naděje) například vypověděl, že útok Hamásu byl výsledkem třicet let trvající „chybné strategické navigace“, konkrétně: „12 let ústupků a pak 18 let zadržování“. Bývalý ministr obrany Avigdor Lieberman (Jisra'el bejtenu) mj. uvedl, že po svém nástupu do funkce v roce 2016 informoval Netanjahua, že hrozí rozsáhlý útok Hamásu v Izraeli, k čemuž podle něj mělo dojít již v roce 2022, ale nepočítal s pandemií covidu-19. Premiér a bezpečnostní rada státu jeho varování ale údajně ignorovala. Před komisí vypovídal také šéf opozice Ja'ir Lapid (Ješ atid). Ten řekl, že: „není pravda, že by vláda nebyla na katastrofu ze 7. října upozorněna. Předseda vlády a ministři vlády po měsíce dostávali řadu závažných a bezprecedentních varování a neudělali nic“. Ministr vnitra Moše Arbel (Šas) následně napsal dopis generální prokurátorce Gali Baharavové-Miaraové, přičemž varoval před úniky utajovaných informací, které by mohli vynést opoziční politici před civilní vyšetřovací komisí. Podpořil při tom zřízení státní komise. Šéf bezpečnostní služby Šin bet Ronen Bar potvrdil, že premiérovi podal již v červenci 2023 informaci, že pokud bude pokračovat ve svých politikách (včetně kontroverzní justiční reformy a podpory osadníků) destabilizuje Izrael, což by mohlo vyústit ve válku (i když předpokládal, že spíše s Hizballáhem, nebo že dojde k nepokojům na Západním břehu Jordánu, než v Gaze).
V listopadu 2024 vydala civilní vyšetřovací komise zprávu ze svého vyšetřování. Podle ní premiér Netanjahu svými politickými kroky a zamezením plurality diskuze dlouhodobě podkopával národní bezpečnost Izraele, a to například způsobením rozkolu mezi vládou a armádním velením. Současně podle zprávy nevykonal dost pro přípravu země proti vpádu Hamásu. Komise také uvedla, že vláda a státní bezpečnostní složky zcela selhaly ve svém hlavním úkolu, a to v ochraně obyvatel.

### Reakce v Česku

#### Průzkumy veřejného mínění v Česku
Průzkum agentury Median pro CNN Prima NEWS v listopadu 2023 zjistil, že přibližně 30 % Čechů bezvýhradně podporovalo operace izraelské armády na území Gazy, 22 % dotázaných bylo názoru, že „Izrael měl právo provést akci k potlačení Hamásu, jeho reakce je ale přehnaná“, 10 % dotázaných neschvalovalo akce izraelské armády, pokud při nich dochází k ohrožení životů civilistů, 7 % respondentů odmítlo jakoukoli vojenskou akci Izraele na území Gazy, a téměř 31 % dotázaných situaci nedokázalo posoudit nebo na otázku nechtělo odpovědět.
Ivan Cuker a Přemysl Čech ze společnosti Median uvedli, že „Se silnými odvetnými opatřeními i za cenu civilních obětí souhlasí zejména zástupci vládních stran, podporovatelé Petra Pavla a neparlamentní opozice. Ke konfliktu na Blízkém východě se neumí vyjádřit zejména lidé, kteří se nezajímají o politiku nebo nedůvěřují politickým stranám, ale také voliči sněmovní opozice a Andreje Babiše.“ Vojenské operace Izraele na území Gazy podporovali výrazně častěji muži, zastánci členství České republiky v Evropské unii a lidé podporující ukrajinské obranné úsilí vůči ruské invazi.
Průzkum agentury Median pro institut CEDMO v lednu 2024 zjistil, že 39,6 % Čechů schvalovalo úroveň české podpory Izraele ve válce v Gaze, 5,1 % dotázaných si myslelo, že Česko nepodporuje Izrael dostatečně, 21,2 % dotázaných bylo názoru, že Česko podporuje Izrael příliš moc, a 34,1 % respondentů na otázku neodpovědělo. Izrael častěji podporovali muži, voliči vládních stran a vysokoškolsky vzdělaní lidé.
Podle průzkumu Herzlova centra izraelských studií, který porovnával odpovědi Čechů mezi lednem 2023 a lednem 2024, ukázal meziroční zvýšení zájmu o téma Izraele, posílení příklon k dvoustátnímu řešení konfliktu a také, že se Češi ve větší míře domnívali, že za vznik a trvání konfliktu mohou Palestinci, nebo obě strany stejně.
Podle průzkumu Centra pro výzkum veřejného mínění (CVVM) z února 2024 dvě pětiny respondentů kladlo odpovědnost za vznik a vystupňování tohoto konfliktu mezi Izraelem a Palestinci na obě znesvářené strany rovným dílem. Jen Palestincům připisuje hlavní díl viny 22 procent respondentů, naopak Izraeli šest procent. Více než pětina neměla na věc žádný názor. Desetina se domnívala, že za konflikt může někdo jiný.

#### Pochody a demonstrace
V říjnu 2023 se v Praze konalo několik shromáždění na podporu Izraele i Palestiny. Na jednom ze shromáždění na podporu Izraele byla přítomna i ministryně obrany Jana Černochová (ODS). Organizace Ne naším jménem! ještě během října 2023 svolala v Praze celkem tři shromáždění a protestní průvody na podporu Palestiny. Pochodu z konce října se účastnily stovky lidí.
Na začátku listopadu 2023 se v Praze ve stejný den konaly shromáždění na podporu Izraele i Palestiny. Proizraelský protest organizovaly Federace židovských obcí a Židovská liberální unie v ČR. Na shromáždění, kterého se účastnily stovky lidí, vystoupil i premiér Petr Fiala (ODS) a moderovali ho Ester Janečková a Jakub Železný. Propalestinské shromáždění, na které dorazily tři desítky osob, organizovala iniciativa Ne naším jménem!. Listopadové proizraelské demonstrace se účastnili také tehdejší ministr průmyslu a obchodu Jozef Síkela (nestraník za STAN), senátorka Miroslava Němcová (ODS) nebo předsedkyně Státního úřadu pro jadernou bezpečnost Dana Drábová. Kvůli otevřenému proizraelskému postoji české vlády a ministra Síkely padla jeho mise v Saúdské Arábii, kde měl jednat mimo jiné o dodávkách ropy.
V prosinci 2023 Městský soud v Praze nepravomocně zrušil rozhodnutí Magistrátu hlavního města Prahy, který zakázal propalestinskou demonstraci s používáním hesla „From the River to the See, Palestine will be free“. Demonstrace byla svolána na 5. prosince. Městský soud na základě posudku soudního znalce uvedl, že „Soud zjistil, že sporné heslo může mít více významů. Nelze říci, že nese jednoznačně násilné či dokonce genocidní poselství, jak konstatoval Magistrát hl. města Prahy.“ Rozsudek soudu tím také rozporoval stanovisko Ministerstva vnitra z listopadu 2023, které uvádělo, že heslo může být za určitých okolností považováno za trestný čin. V srpnu 2024 vydal rozsudek Nejvyšší správní soud. Podle něj heslo From the river to the sea, Palestine will be free (Od řeky k moři bude Palestina svobodná) má více významů, samo o sobě tak není důvodem pro zákaz či rozpuštění shromáždění. Podle rozsudku pražský magistrát pochybil.
V lednu 2024 několik stovek lidí demonstrovalo v Praze. Protestující požadovali ukončení izraelských odvetných útoků a umožnění humanitární pomoci v Pásmu Gazy, propuštění palestinských zajatců a politická jednání o spravedlivém řešení situace. Demonstranti kritizovali také proizraelský postoj české vlády a prezidenta Petra Pavla. Prostřednictvím dopisu akci podpořila i bývalá ombudsmanka Anna Šabatová.
V únoru 2024 se při propalestinském protestu před izraelskou ambasádou v Praze pokusil zapálit dvacetiletý muž. Na místě se polil hořlavinou, následně byl ale zadržen policií.
Koncem března 2024 v Praze na Klárově na Malé Straně protestovaly stovky lidí na podporu Palestiny. Podporu protestujícím vyjádřil také zpěvák Tomáš Klus se svojí manželkou Tamarou Klusovou proslovem a hudebním vystoupením. Shromáždění a průvod zorganizovaly občanské iniciativy Ne naším jménem, Prague 4 Palestine Youth, Sdružení přátelé Palestiny a Palestinský klub.
V dubnu 2024 prošel Prahou protestní průvod na podporu Izraele. Cílem bylo připomenout půl roku od spáchání teroristického útoku Hamásem. Průvodu se účastnily stovky lidí. Koncem dubna se před pražským Rudolfinem sešly stovky lidí na podporu Palestiny. Lidé upozorňovali na utrpení civilistů v Pásmu Gazy, protestující požadovali například ukončení izraelských útoků nebo klid zbraní. Akci opět organizovala iniciativa Ne našim jménem!
Na začátku října 2024 se v Praze konala shromáždění připomínající rok od začátku války. Konala se jak propalestinská shromáždění, tak také proizraelská. Každého se účastnily stovky lidí. V polovině října 2024 svolal brněnský studentský kolektiv Proti dehumanizaci demonstraci proti výrokům děkana Fakulty sociálních studií a v té době nově zvoleného senátora ze senátorského klubu ODS a TOP 09 Stanislava Balíka a proti nekritické podpoře Izraele ze strany vlády. Kolektiv v otevřeném dopise mimo jiné žádal, aby Masarykova univerzita rozvázala smlouvy s izraelskými univerzitami, například té v Arielu, což je instituce vybudována v okupovaném palestinském teritoriu.
Během oslav 17. listopadu 2024 se v Praze konala propalestinská demonstrace, které se účastnilo kolem dvou set osob. S projevem vystoupili například komentátor Petr Pospíchal, bývalý disident, signatář Charty 77 a politický vězeň, spisovatelka a režisérka a rovněž disidentka Monika Le Fay, česko-izraelská novinářka a aktivní účastnice studentských protestů z listopadu 1989 Nataša Dudinski nebo zástupci propalestinských iniciativ. Konání demonstrace zrovna v Den boje za svobodu a demokracii kritizovali například komentátor webu Novinky.cz Alex Švamberk nebo pražský zastupitel Jan Wolf (KDU-ČSL). Ovšem například se Švamberkovým textem vedl polemiku komentátor Deníku Alarm Pavel Šplíchal.
Koncem listopadu 2024 přiletěl do Česka toho času nový ministr zahraničních věcí Izraele Gid'on Sa'ar. Sešel se s českým ministrem zahraničních věcí Janem Lipavským a následně s předsedou Senátu Milošem Vystrčilem (ODS). Před Černínským palácem, kde sídlí Ministerstvo zahraničních věcí, se sešlo asi padesát lidí s palestinskými vlajkami na protest proti jeho návštěvě. Účastníci také psali na zem křídami jména dětí, které byly při konfliktu zabity.

#### Výzvy a happeningy
Někteří uživatelé českých sociálních sítí vyzývali ke genocidě Palestinců v Gaze. Starosta pražských Řeporyjí Pavel Novotný označil Palestince za „opice“ a „zrůdy“ a vyzval k jejich „vybombardování“. Podle některých komentátorů vnímá část české veřejnosti izraelsko-palestinský konflikt značně černobíle.
Více než 80 českých osobností, například kněz Tomáš Halík, biskup Václav Malý, lídr Prahy sobě Pavel Čižinský, spisovatel a ředitel Knihovny Václava Havla Jáchym Topol, filozof Jan Bierhanzl, historik a publicista Petr Placák, spisovatelka Radka Denemarková, bývalá ombudsmanka Anna Šabatová nebo spisovatelka Petra Hůlová, v otevřeném dopise z února 2024 nazvaném „Výzva ke změně postoje české vlády ke krizi na Blízkém východě“ kritizuje vládu Petra Fialy, která „bezvýhradně podporuje současnou izraelskou vládu bez ohledu na humanitární katastrofu,“ čímž rezignuje na lidskoprávní rozměr české zahraniční politiky a „de facto opouští i dlouhodobou českou podporu spravedlivého řešení izraelsko-palestinského konfliktu.“ Podle signatářů dopisu „Odpovídat na násilí ještě větším násilím pokládáme za děsivé selhání politiky“ a postoj Fialovy vlády je „nepřijatelný a odporující principům mezinárodního práva.“
Na výše uvedený dopis ještě během února 2024 reagovaly jiné české osobnosti v otevřeném dopise na podporu postoje české vlády. Text sepsali tři terapeuti – Martin Mahler, Helena Klímová a Věra Roubalová Kostlánová. Mezi signatáři byli například režisér Václav Marhoul, kněz a biolog Marek Vácha, novinář Petr Brod, spisovatelé Pavel Kosatík a Ivan Klíma, nebo podnikatel Jan Dobrovský.
V březnu 2024 na svém instagramovém profilu zveřejnil video týkající se války v Gaze český písničkář Tomáš Klus. Na diváky se obracel s dotazy, zda nelze postup Izraele během války v Pásmu Gazy považovat za etnickou čistku a obvinil Izrael z blokády zdrojů a humanitární pomoci Pásmu Gazy. Současně obvinil česká média, že se tématu nevěnují dostatečně a objektivně. Jeho vyjádření vyvolalo celou řadu kontroverzí. Klus v březnu 2024 prezentoval svůj postoj také na předávání cen Anděl. Byl mezi dvaceti umělci, kteří na místě rozvinuli transparent s nápisem „Artists for Ceasefire“ (neboli česky: „Umělci za příměří“). Umělci takto upozornili na otevřený dopis, který adresovali české vládě a prezidentovi. Dopis podepsalo 339 umělců a měl také verzi pro veřejnost. V březnu 2024 byla zveřejněna, v návaznosti na akci Artists for Ceasefire, online petice HUMANS FOR CEASEFIRE / žádáme příměří v Gaze a Izraeli, kterou zveřejnila iniciativa Human To Human – Iniciativa pro univerzální lidská práva. V petici adresované prezidentovi republiky a vládě petenti vyzvali k okamžitému a trvalému příměří, otevření humanitárních koridorů a politickému řešení konfliktu. Do října 2024 petice nasbírala přes šest tisíc podpisů.
V březnu 2024 umělecká iniciativa Stop genocidě v Gaze narušila oficiální program zahájení nové sezony Národní galerie v pražském Veletržním paláci, aby upozornila na situaci v Gaze. Během happeningu pronesla proslov designérka Yara Abu Aataya. Kolektiv, který za akcí stál, tvořili Yara Abu Aataya, architektka Lynda Zein, umělec Epos257, umělkyně Sany, fotograf Kajetán Adler Jablonský, umělec Vladimír Turner, umělec Tom, historička architektury a zakladatelka galerie VI PER Irena Lehkoživová, fotograf Shawky Gamal, kurátorka a kulturní organizátorka Jaroslava Tomanová; s podporou nakladatele Tomáše Hajzlera, fotografa Michala Blechy, filmaře a sociálního antropologa Pavla Boreckého, hudebníka a vizuálního umělce Vladimira 518 a hudebníka Tomáše Kluse. V červnu kolektiv stopgenocidevgaze předvedl uměleckou performance při zahájení Bienále Ve věci umění v Národní galerii. V umělecké intervenci Myslíš, že jsou všechny ty olivovníky v ráji? přenesli do prostoru staletý olivovník, který po dobu výstavy od června do září nechali postupně umírat. Dle jejich vyjádření jen tak pomyslně spojili s tragickým osudem Palestinců v Gaze a na okupovaném Západním břehu Jordánu.
V dubnu 2024 studenti pražské umělecké školy UMPRUM vyvěsili v oknech budovy vysoké školy palestinské vlajky. Vedení vysoké školy se následně od akce distancovalo. Rektor školy poté vydal (a následně po tlaku zevnitř školy opět zrušil) vyhlášku, která podobné „politické projevy na plášti školy“ nepovoluje bez svolení vedení školy. V červnu 2024 se v prostorách UMPRUM konal guerrillový happening při zahájení celoškolní přehlídky ARTSEMESTR léto 2024. Protestující rozvinuli transparent s nápisem Justice for Palestine, kterým chtěli vyjádřit solidaritu s oběťmi války a humanitární krize v Pásmu Gazy. V červnu 2024 Akademický senát pražské AVU svým usnesením vyjádřil podporu iniciativám studujících týkající se postoje k humanitární situaci v Palestině.
V září 2024 schválilo zastupitelstvo hlavního města Prahy usnesení, ve kterém odsoudilo útok Hamásu na Izrael z října 2023 a distancovalo se od zapojení „propalestinských/protiizraelských aktivistů, prezentujících se jako prague4palestineyouth a zpochybňujících právo státu Izrael na existenci, do průvodu festivalu Prague Pride 2024“. Usnesení předložili Patrik Nacher (ANO), Jan Wolf (KDU-ČSL), Tomáš Portlík (ODS) a Milan Urban (SPD). Usnesení prošlo 40 z 65 hlasů. Pro hlasovali zastupitelé SPOLU, Starostů, ANO a SPD.
V říjnu 2024 bylo publikováno Prohlášení Iniciativy za kritickou akademii, které vydala Iniciativa za kritickou akademii a které podepsalo přes 130 akademiček a akademiků, zaměstnanců a zaměstnankyň veřejných vysokých škol a dalších vzdělávacích a výzkumných institucí v České republice. Iniciativa reagovala na jednostrannost české diskuze k izraelsko-palestinskému konfliktu. Dále odsoudila podporu násilí a v této souvislosti podporu české vlády konání Izraele v Pásmu Gazy. Mezi signatáři byli: Milena Bartlová, Pavel Barša, Marie Heřmanová, Stanislav Holubec, Alice Koubová, Bronislav Ostřanský, Ondřej Slačálek, Matěj Spurný a další.
Na začátku října 2024 sedm aktivistů iniciativy Ne naším jménem! narušilo konferenci k uctění laureáta Ceny Václava Havla za lidská práva. Protestovali tak proti účasti Jana Lipavského a Otakara Foltýna na akci a snažili se upozornit na situaci lidí v Palestině.
Na začátku listopadu 2024 zasahovala v kampusu Fakulty sociálních věd Univerzity Karlovy v Praze policie. Došlo ke konfliktu mezi posluchači přednášky profesora Adama Fagana z univerzity King's College London o izraelsko-palestinském soužití během války. Na konci přednášky mělo několik studentů roztáhnout palestinské vlajky, což popudilo některé posluchače. Přednášku pořádali SIMS – Studentská samospráva Institutu mezinárodních studií a Herzlovo centrum izraelských studií FSV UK. Ředitelka centra Irena Kalhousová přednášku moderovala. Kalhousovou už v květnu 2024 jmenovala iniciativa Akademici*čky proti apartheidu. Podle iniciativy Kalhousová „ve výuce papouškuje rasistickou sionistickou rétoriku“. Vedení FSV UK se za Kalhousovou postavilo a odmítlo přezkoumat její výuku.
Po vydání zatykačů na izraelského premiéra a ministra obrany Mezinárodním trestním soudem a následném odsouzení tohoto kroku některými českými pravicovými politiky (například Petr Fiala, Alexandr Vondra, Veronika Vrecionová, Jana Černochová, Tomáš Pojar; všichni z ODS) napsala iniciativa Mluvme o tom otevřený dopis vládě, prezidentovi a parlamentu, ve kterém je vyzvala k respektování mezinárodního práva. Za iniciativu dopis podepsali například Anna Šabatová nebo Pavel Barša. Svůj podpis dále připojili například Pavel Rychetský, Ivanka Lefeuvre, Ondřej Slačálek, Pavel Čižinský, Tomáš Halík, Luboš Kropáček, Tomáš Klus, Monika Le Fay, Jiří Dienstbier nebo Václav Hořejší.
Dne 28. listopadu 2024 se v Praze konala benefiční Aukce pro Palestinu. Aukci, jejíž výtěžek byl určen pro Lékaře bez hranic, organizovali Mariam Ojeil, Tamara Klusová, Marie Tučková, Štěpán Laichter a Yara Abu Aataya. Moderovali ji Tomáš Klus s Marií Tučkovou. Díla do aukce věnovalo 64 umělců, například: Eva Koťátková, David Böhm & Jiří Franta, Anna Hulačová, Epos 257, Hynek Alt, Jakub Jansa, Magdalena Rutová, Martina Drozd Smutná a další.
V polovině prosince 2024 zastupitelstvo Prahy 8 přijalo usnesení, kterým „odsuzuje faktickou podporu propalestinského a protiizraelského terorismu spolkem Světova 1, z. s.“ Tímto usnesením reagovali na to, že se v okně galerie Světova 1 objevila vedle duhové vlajky také vlajka palestinská. Návrh na usnesení předložili Vítězslav Novák, Jana Dvořáková a Václav Musílek z SPD a Trikolory. Spolek se proti obvinění ohradil a podporu terorismu kategoricky odmítl. Proti usnesení vystoupil zastupitel Jan Šimbera, nestraník zvolený na kandidátce uskupení Osmička žije a Praha sobě, který vysvětloval, že vyvěšení palestinské vlajky není podporou terorismu a že ne všichni Palestinci jsou teroristé. Své kolegy poprosil, aby návrh odmítli. Ti však oponovali s tím, že Izrael je spojenec Česka a že „podpora Palestiny je podpora terorismu“. Piráti přišli s protinávrhem, kdy chtěli první bod usnesení nahradit méně konkrétním výrokem na podporu Izraele a odsouzení antisemitismu, aniž by jmenovali konkrétní galerii. Jejich protinávrh neprošel. Pro usnesení hlasovali zastupitelé z SPD a Trikolory, ODS, TOP 09 a STAN, ANO a Patriotů. Podle odborníka na extremismus a politologa Jana Charváta není vyvěšení palestinské vlajky podporou terorismu ani antisemitismu.
V lednu 2025 pražská Galerie Jaroslava Fragnera předčasně ukončila výstavu, která prezentovala výsledky mezinárodních projektů mapujících, jak architektura slouží mocenským strukturám. Vedení galerie výstavu ukončilo po sporu se svým zřizovatelem, kterým je  České vysoké učení technické (ČVUT). Galerie si v této souvislosti stěžovala na cenzuru a ohrožení akademických svobod ze strany vedení školy. Jedním z prezentovaných projektů byl datový projekt libanonské organizace Beirut Urban Lab, který mapoval destrukci Pásma Gazy v době války s Izraelem. Několik architektonických a kulturních spolků poté napsalo otevřený dopis rektorovi ČVUT, ve kterém se postavilo za Galerii Jaroslava Fragnera i tamní výstavu.
V březnu 2025, po obnovení bojů v Pásmu Gazy, desítky osobností podepsaly otevřený dopis adresovaný Evropské komisi požadující přijetí jasného stanoviska v souladu s mezinárodním právem. Otevřený dopis připravila iniciativa Mluvme o tom. Mezi podepsanými osobnostmi byli Anna Šabatová, Pavel Barša, Pavel Rychetský, Maria Topolčanská, Tomáš Halík, David Böhm a další.
V dubnu 2025 iniciativa Mluvme o tom zaslala otevřený dopis premiérovi Fialovi (ODS), aby využil „veškeré prostředky k tlaku na Izrael, aby okamžitě zastavil válečné operace v Gaze, umožnil přísun humanitární pomoci civilním obyvatelům a obnovil jednání o příměří a návratu zbývajících izraelských rukojmí“. Mezi podepsanými osobnostmi byli Anna Šabatová, Pavel Barša, Pavel Rychetský, Maria Topolčanská, Tomáš Halík, Pavel Čižinský, Tomáš Klus, Václav Malý, Andrea Průchová Hrůzová, Adéla Provazníková, Veronika Pehe, Zuzana Uhde a další.
V květnu 2025 skupina lidí z iniciativy Ne naším jménem! – Za spravedlivý mír na Blízkém východě mírně narušila s propalestinskými vlajkami a cedulemi projevy politiků po pietním aktu k připomínce konce druhé světové války v Evropě.
V srpnu 2025 české humanitární organizace Český červený kříž, Člověk v tísni a Lékaři bez hranic vyzvaly vládu Petra Fialy (ODS) k odsouzení porušování mezinárodního práva v Gaze, využití diplomatických nástrojů mimo jiné k propuštění rukojmích a dosažení trvalého příměří či k podpoře ukončení blokády tohoto území.
V srpnu 2025 podepsalo 253 českých novinářů a novinářek otevřený dopis české vládě a prezidentovi, aby pomohli ukončit záměrné trýznění hladem a cílené zabíjení novinářů v Gaze. Dopis se odvolává na text, který vládám, mezinárodním organizacím a mediálním institucím adresovaly pkrátce předtím organizace jako Reportéři bez hranic či Mezinárodní tiskový institut.

### Reakce ve světě

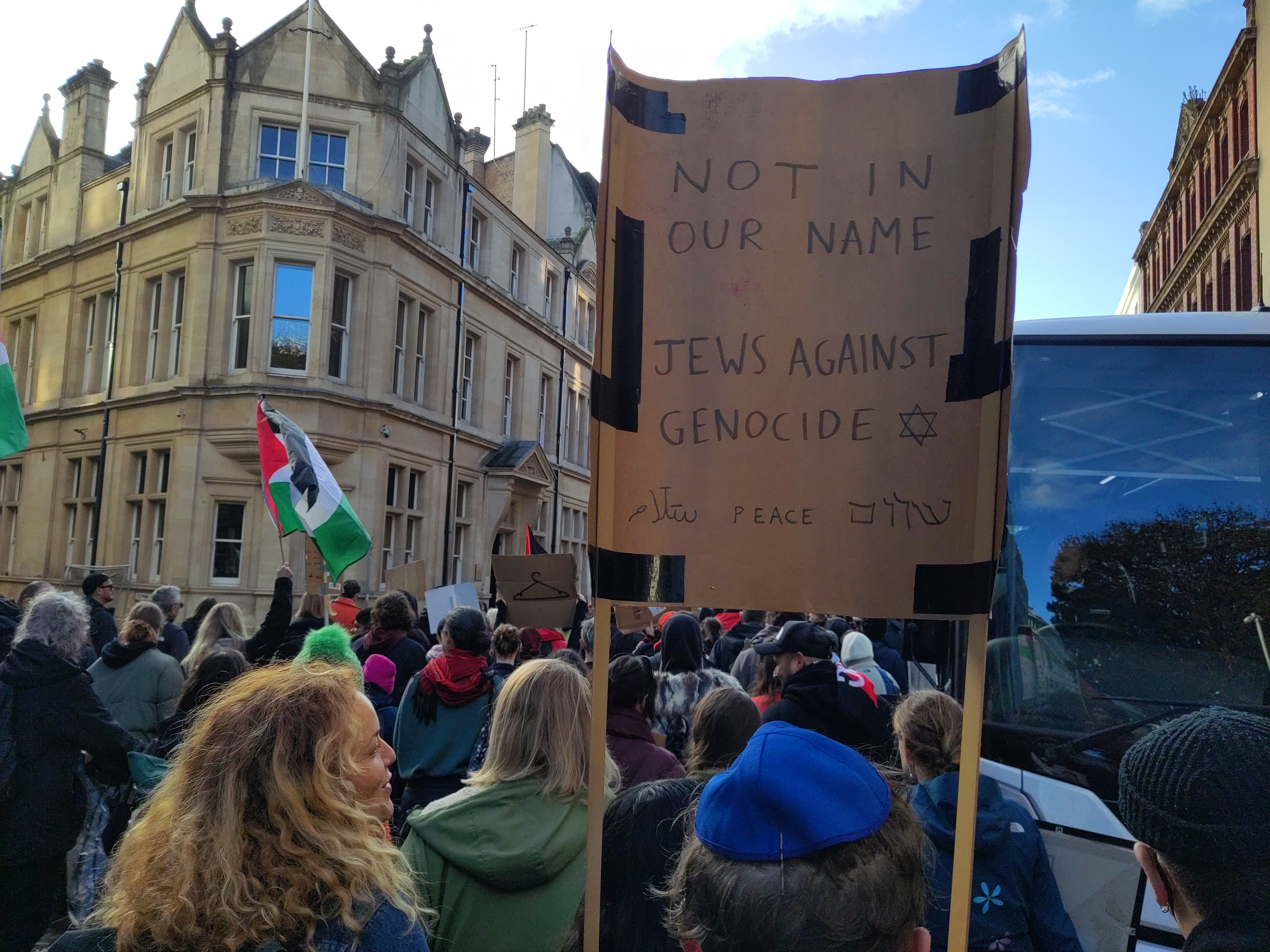
Propalestinský protest v Bristolu, 4. listopadu 2023

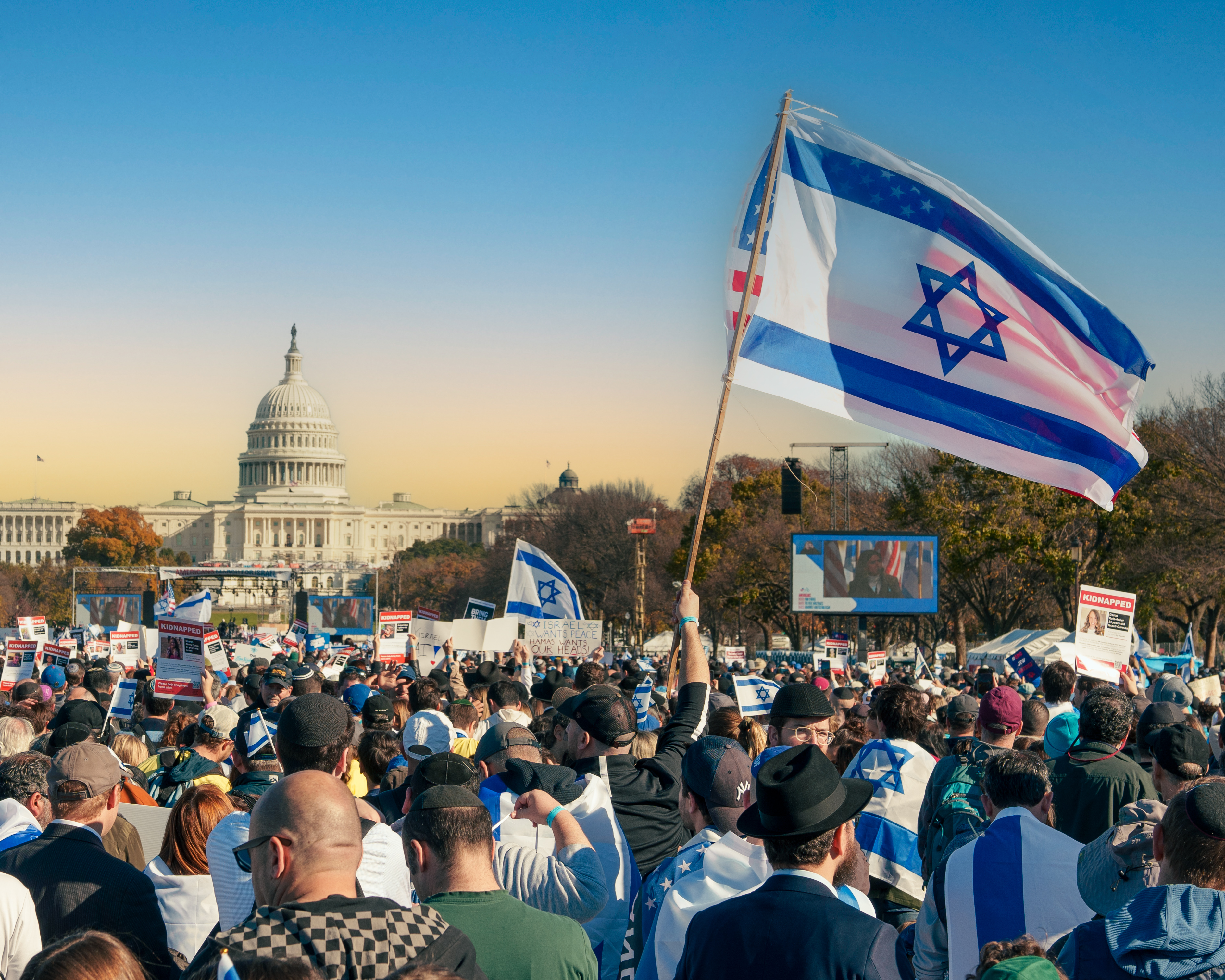
Proizraelský protest ve Washingtonu, D.C., 14. listopadu 2023

Protestu na podporu Palestiny v Londýně, který vyrazil od Hyde Parku směrem k americké ambasádě, se 11. listopadu 2023 zúčastnilo přibližně 300 tisíc lidí. Britská ministryně vnitra Suella Bravermanová označila propalestinské protesty za „pochody nenávisti“ a obvinila londýnskou metropolitní policii ze vstřícnosti k demonstrantům. Premiér Rishi Sunak ji kvůli jejím výrokům odvolal z kabinetu. Předseda britské Labouristické strany Keir Starmer pro svůj proizraelský postoj musel čelit kritice ze strany některých členů své vlastní strany.
Protesty a blokády postihly zbrojařské firmy ve Spojených státech a Spojeném království, které během války v Gaze dodávaly zbraně Izraeli, včetně Lockheed Martin, General Dynamics, Textron, Boeing, Raytheon Technologies a Northrop Grumman. Dne 10. listopadu 2023 odboráři v Rochesteru v Kentu zablokovali vchody do továrny BAE Systems, která vyráběla součástky do izraelských vojenských letadel.

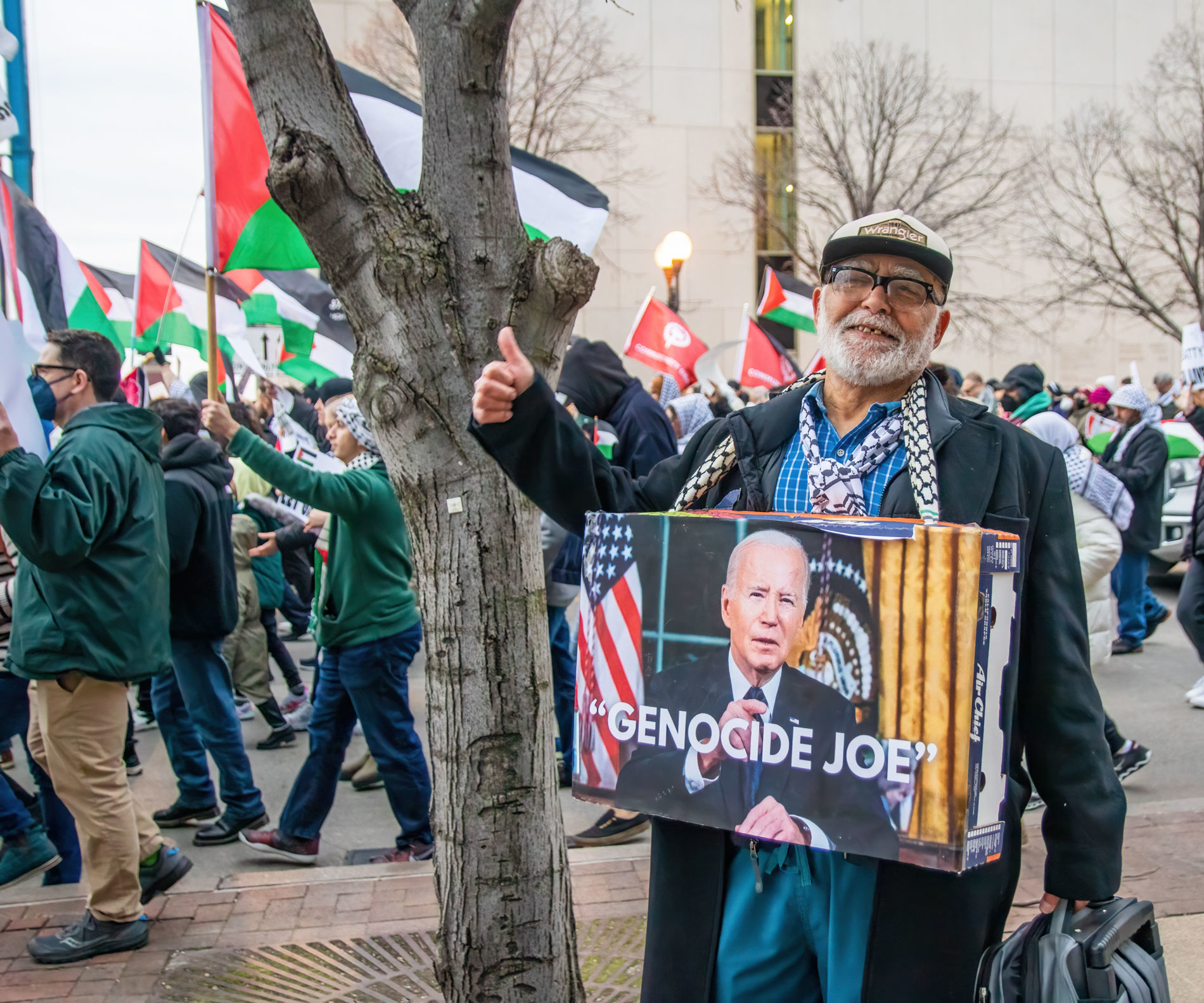
Část Američanů začala Joe Bidena přezdívat „Genocidní Joe“ pro jeho podporu Izraele ve válce v Gaze

Dne 13. listopadu 2023 podala americká organizace Center for Constitutional Rights jménem Palestinců ve Spojených státech a v Gaze u federálního soudu žalobu na administrativu prezidenta Bidena a obvinila ho ze spoluúčasti na genocidě Palestinců v Pásmu Gazy.
V prosinci 2023 se před izraelským konzulátem v Atlantě pokusila při protestu proti izraelské přítomnosti v Gaze upálit neznámá osoba. Její stav byl kritický. Americké úřady o jejím osudu dále neinformovaly. V únoru 2024 se před izraelskou ambasádou ve Washingtonu upálil Aaron Bushnell, který pracoval jako specialista na operace kybernetické obrany u amerického letectva. Během živého streamingu na službě Twitch uvedl, že jeho čin je protestem proti izraelskému postupu ve válce v Gaze. Izrael označil za kolonizátora. V závěti zanechal své vlastnictví Palestinskému dětskému pomocnému fondu. V říjnu 2024 se na propalestinské demonstraci ve Washingtonu zapálil muž. Podařilo se ho uhasit, když mu hořela pouze ruka. Muž o sobě tvrdil, že je novinář a kritizoval jednostranné zpravodajství o válce v Pásmu Gazy.
Podle článku zpravodajského serveru iDnes.cz z května 2024 docházelo v arabských zemích k potírání demonstrací souvisejících s válkou Izraele s Hamásem, a to z důvodu obavy z přelivu demonstrací do protistátních. Například v Jordánsku takto policisté v březnu rozehnali shromáždění před izraelskou ambasádou v Ammánu. Jordánská média naznačovala, že palestinské hnutí Hamás a jordánské islamistické skupiny se snaží zatáhnout jordánskou veřejnost do války v Pásmu Gazy. Dále marocký soud poslal v březnu na pět let do vězení propalestinského aktivistu Abdula Rahmana Zankada za jeho kritika normalizace vztahů Maroka s Izraelem. Maroko tím dalo jasně najevo, že nehodlá ohrozit tzv. Abrahámovské dohody z roku 2020. V egyptské Káhiře došlo v dubnu 2024 k zatčení čtrnácti aktivistů. Podle jejich obhájce se režim bál, že propalestinské demontrace přerostou do dalšího arabského jara.
Poté, co v květnu 2024 Mezinárodní soudní dvůr nařídil Izraeli ukončit ofenzívu v Rafáhu a následném náletu izraelské armády na uprchlický tábor v Rafáhu, který sklidil kritiku některých představitelů mezinárodního společenství, se konalo několik masových demonstrací. V Paříži se sešlo deset tisíc protestujících proti postupu Izraele. Další masové protesty se konaly v Madridu a Barceloně. V téže době se část demonstrantů z dvou stovek protestujících před izraelskou ambasádou v Mexiku střetla s policií.
Během války demonstrovali někteří zaměstnanci technologických firem Google, Microsoft a Amazon proti sponzorování Izraele a dodávání technologií pro skladování dat týkajících se vojenských operací a obyvatel Pásma Gazy. Například Google v dubnu 2024 propustil padesát pracovníků za protest proti kontraktu s Izraelem. Protesty se konaly již od roku 2021, kdy ve veřejné zakázce na digitální infrastrukturu pro izraelský stát v hodnotě 1,2 miliardy dolarů uspěly firmy Google a Amazon (tzv. projekt Nimbus). Protestující se sdružovali pod hesly „No Tech For Apartheid“ a „No Azure For Apartheid“. Podle investigativy izraelského on-line magazínu +972 Izrael a izraelská armáda v rámci smlouvy v projektu Nimbus během války s Hamásem výrazně navýšila nákup zejména cloudových služeb Google Cloud, Amazon Web Services a Microsoft Azure. Již dříve bylo zveřejněno, že izraelská armáda používala pro vyhledávání cílů (příslušníků Hamásu) systém umělé inteligence Lavender, který vyžadoval velká datová úložiště a výpočetní kapacitu.
V polovině října protestovaly v New Yorku stovky židů před New York Stock Exchange proti další podpoře Spojených států amerických války a tažení izraelské armády. Policie během demonstrace zatkla dvě stě osob. Mezi protestujícími byli příslušníci antisionistické organizace Židovský hlas pro mír.
Na začátku listopadu 2024 se v Amsterdamu konal fotbalový zápas mezi izraelským fotbalovým klubem Maccabi Tel Aviv a domácím Ajaxem. Zápas se hrál 7. listopadu večer a po něm následovaly útoky několika skupin mužů na fanoušky týmu Maccabi. Již předchozího dne nizozemská policie hlásila několik potyček mezi izraelskými fanoušky a místní komunitou. Podle vedení amsterdamské policie například policie řešila případ stržení palestinské vlajky a skandování vulgarit vůči Palestině fanoušky Maccabi. Na náměstí Dam jiní fanoušci jednu vlajku Palestiny zapálili. Podle videa, které ověřila agentura Reuters, někteří fanoušci Maccabi skandovali také: „Olé, olé, ať vyhraje IOS, zničíme Araby“. Fanoušci Maccabi měli v neposlední řadě, podle policie, potyčky s místními muslimskými taxikáři. Před stadionem se také před zápasem měla konat propalestinská demonstrace. Tu ale úřady z bezpečnostních důvodů zakázaly. V noci ze 7. listopadu, ihned po konci zápasu, začala policie registrovat útoky skupin místních mužů proti izraelským fanouškům. Útočníci na skútrech prohledávali město a hledali příznivce izraelského klubu. Na internetu se objevila videa jak radikálové nahání Izraelce, někteří s noži, jiní jak kopou do ležících lidí, nutí je pod hrozbou násilí provolávat propalestinská hesla a kolemjdoucí legitimují a žádají ukázání cestování pasu, jestli nejsou Židé. Amsterdamská starostka Femke Halsemaová uvedla: „Pro naše město je to strašný okamžik... Velmi se stydím za chování, které se včera večer projevilo.“ Národní koordinátor pro boj proti antisemitismu v Nizozemsku uvedl, že byla překročena hranice a „ochota páchat takové násilí je nechutná“. Nizozemský premiér popsal útok jako odporný antisemitský, který nelze tolerovat. Podobně se vyjádřili čelní představitelé dalších světových zemí a někteří jej nazvali novodobým pogromem. Nizozemské úřady uvedly, že útoky si vyžádaly nižší desítky lehce zraněných a pět osob bylo ošetřeno v nemocnici. Izrael vyslal do Nizozemska záchranná letadla, která měla bezpečně navrátit Izraelce do vlasti. Nizozemské úřady zároveň vydaly třídenní zákaz konání jakýchkoliv demonstrací. Během noci bylo policií zadrženo 62 osob. Čtyři osoby byly prošetřovány ze spáchání násilného činu (včetně dvou nezletilých). Čtyřicet osob bylo propuštěno s pokutou za spáchání přestupku proti veřejnému pořádku a dalších deset s pokutou za poškození majetku. Ostatní byly propuštěni bez obvinění. Po dalších pachatelích policie dále pátrala. Někteří komentátoři a politici při odsouzení útoků dodali, že se útok odehrál dva dny před výročím nacistické Křišťálové noci. V souvislosti s násilím zaměřeným proti Izraelcům přicestoval do Amsterdamu ministr zahraničí Izraele Gid'on Sa'ar. Mimo jiných se sešel se svým protějškem Casparem Veldkampem, ministrem spravedlnosti Davidem van Weel a Geertem Wildersem. Nizozemský premiér Dick Schoof kvůli projednávání násilností ve vládě zrušil svoji účast na klimatické konference COP 29 v Ázerbájdžánu.
Na výročí 77 let od Nakby se v květnu 2025 v evropských metropolích konaly masové protesty na podporu Palestiny. Největší se konala v nizozemském Haagu, kde se sešlo až sto tisíc protestujících. Desetitisíce se sešly také v Londýně. Další protesty se konaly například v Berlíně nebo v Praze.
V červenci 2025 tisícovka rabínů z různých zemí vyzvala Izrael, aby přestal používat v Pásmu Gazy hlad jako válečnou zbraň, dostal domů všechny rukojmí unesené v říjnu 2023 Hamásem do Pásma Gazy a zastavil boje na tomto palestinském území. Většina ze signatářů dopisu působí ve Spojených státech.

### Studentské protesty
Brzy po vypuknutí války se objevilo pnutí na kampusech amerických vysokých škol, kde proti sobě vystupovali aktivisti kritizující postup Izraele v Pásmu Gazy včetně obvinění z páchání genocidy a způsobení humanitární krize, a také aktivisti obviňující protestující z antisemitismu. V říjnu 2023 vydali palestinští studenti Harvardovy univerzity v Bostonu prohlášení, ve kterém uvedli, že za válku je odpovědný stát Izrael. Tento dokument podepsalo 4000 studentů. Rektorka univerzity Claudine Gayová následně musela vydat vlastní prohlášení, že jakékoliv studentské organizace nemluví za celou univerzitu. Následně rezignovala v lednu 2024 poté, co byla obviněna z plagiátorství a neposkytla dostatečně jasnou odpověď na dotaz, zda výzvy ke genocidě Židů, které měly zaznít v důsledku války mezi Izraelem a Hamásem, porušují etický kodex její univerzity. K dalšímu vyhrocení v areálech amerických univerzit došlo v dubnu 2024 Kolumbijská univerzita například zrušila kvůli protestům přednášky, dále došlo k zatýkání desítek osob na Newyorské univerzitě a Yaleově univerzitě, kde se protestů účastnily stovky studentů a studentek. Harvardova univerzita byla uzavřena pro veřejnost.

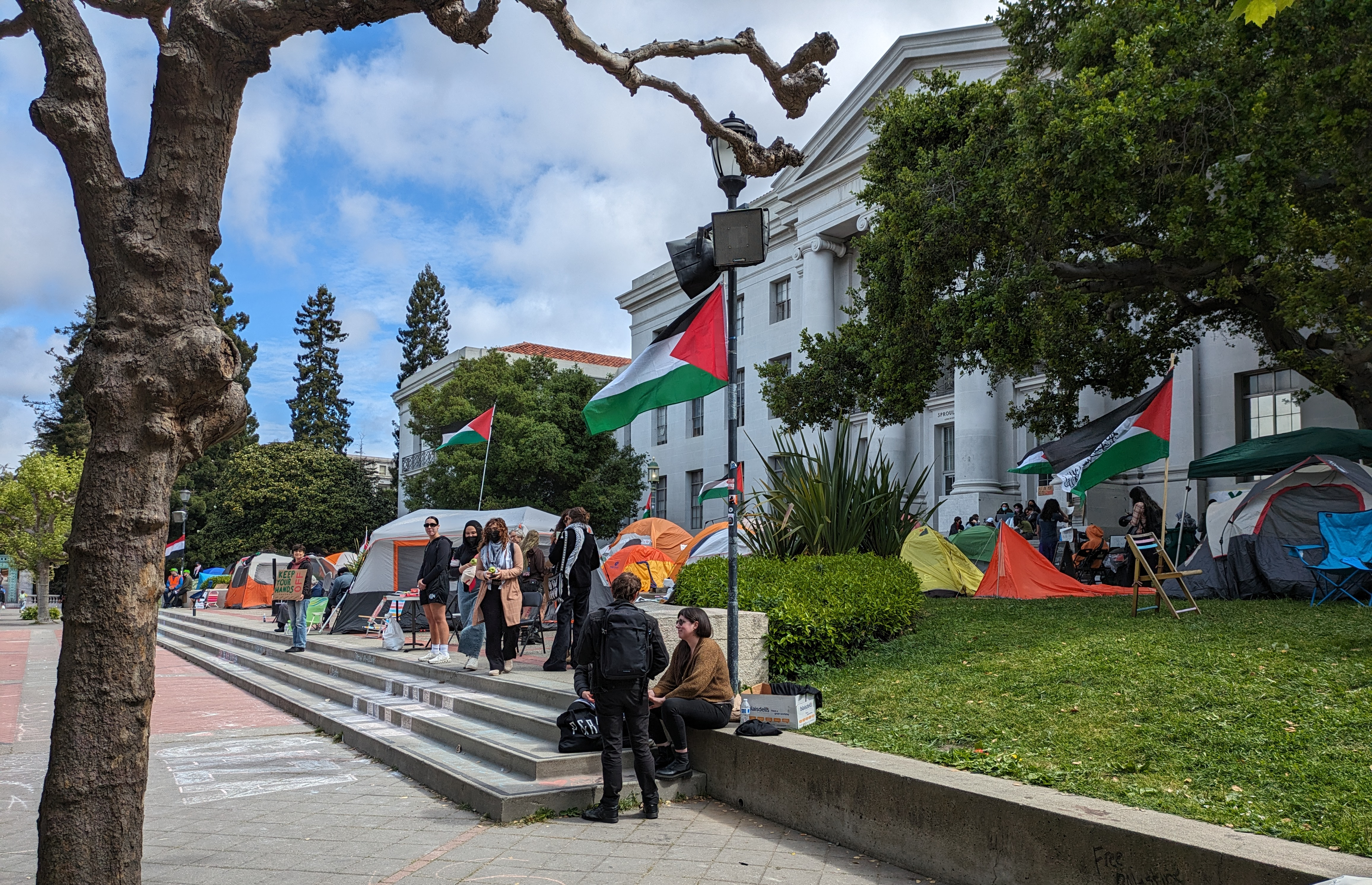
Propalestinská studentská demontrace na kampusu americké univerzity v Berkeley, duben 2024

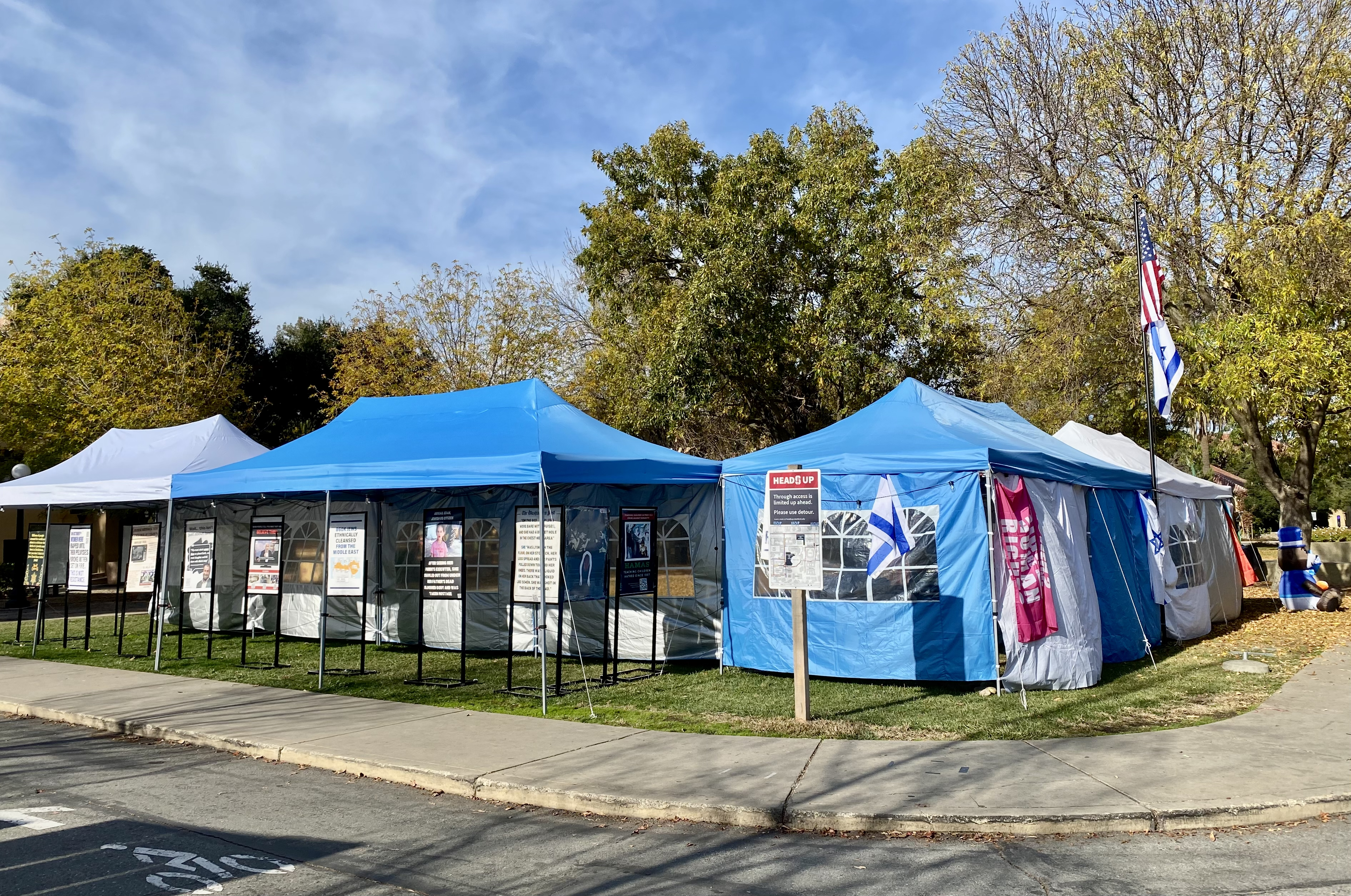
Stánky na podporu Izraele na kampusu Stanfordovy univerzity, prosince 2023

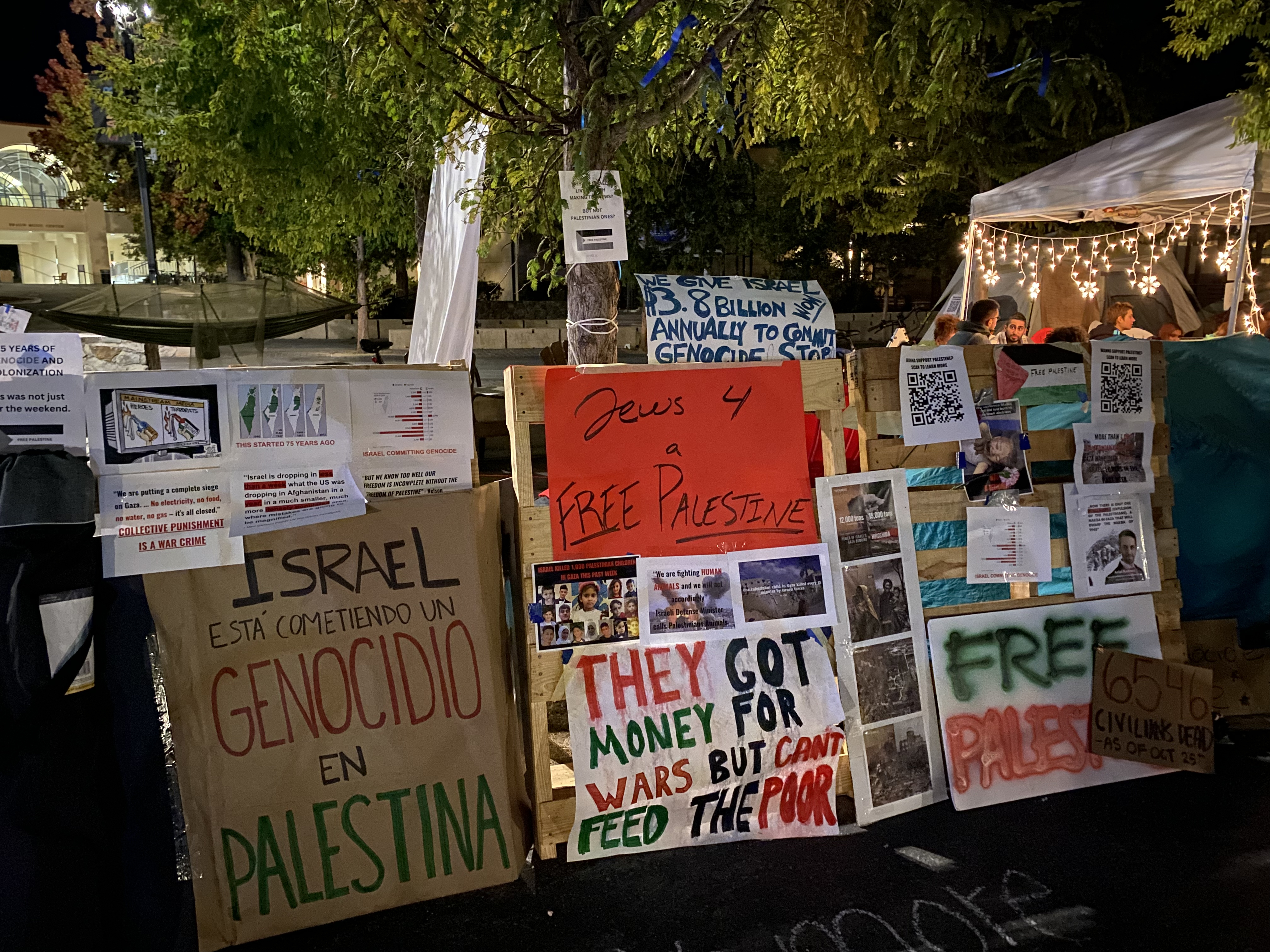
Stánek s transparenty na podporu Palestiny na kampusu Stanfordovy univerzity, prosince 2023

Od začátku konfliktu v Pásmu Gazy část studentů žádala své univerzity, aby přerušily kontakty s izraelskými vysokými školami a vědeckými středisky. V druhé polovině dubna 2024 Joe Biden varoval v poselství, které zveřejnil v předvečer židovského svátku Pesach před nárůstem antisemitismu na univerzitách. Při protiizraelských protestech v bostonské Emerson College bylo zatčeno 108 osob. V Univerzitě Jižní Kalifornie dalších 93 osob. Již dříve bylo zatčeno sto osob při propalestinském protestu na Kolumbijské univerzitě. Protesty se projevovaly obdobně jako hnutí occupy. Po deseti dnech okupačních protestů kampusu začala Kolumbijská univerzita podmíněně vylučovat protestující studenty. Na Texaské univerzitě v Austinu mezitím došlo ke střetům studentů a policistů, které vedly k čtyřiceti zatčením. Celkem bylo od 18. dubna do 4. června policií zadrženo přes 3100 studentů (2013 zadržených na veřejných školách a 1129 na soukromých školách) protestujících na amerických kampusech. Protesty se konaly na 70 vysokých školách nejméně v 30 státech USA. Šlo o největší studentské protesty od protestů z roku 1969 proti válce ve Vietnamu.
Média upozornila na webové stránky organizace Canary Mission, kde byly jen do května 2024 publikovány fotografie a osobní údaje 250 studentů a akademiků, kteří se účastnili amerických propalestinských protestů. Organizace účastníky označila za propagátory antisemitismu a nenávisti k Izraeli. Studenti se proti těmto nařčením bránili. Autoři webu Canary Mission byli naopak obviněni z kyberšikany, doxingu a z nenávisti k muslimům.
Studentské protesty se koncem dubna 2024 rozšířily také do dalších zemí. Například v areálu pařížské Sorbonny zasahovala policie proti stovce propalestinských demonstrantů, kteří svým protestem vyjadřovali také solidaritu americkým studentům. V Paříži policisté zasahovali také proti okupačnímu protestu studentů Pařížského institutu politických věd. Solidární studentské protesty se dále konaly v několika městech Spojeného království (v Londýně, Manchesteru, Bristolu Leedsu nebo Newcastelu). Na irské Trinity College Dublin v květnu 2024 skončil pětidenní protest, poté, co univerzita uvedla, že „se odpoutá od investic do izraelských společností, které působí na okupovaném palestinském území a jsou kvůli tomu zařazeny na černou listinu OSN“. V Nizozemsku došlo v téže době k zatýkání propalestinských studentů, a to při vyklízení jejich tábora na Amsterdamské univerzitě policií.
V Česku se první studentský propalestinský protest odehrál na začátku května 2024, kdy se skupina aktivistů a aktivistek s palestinskými vlajkami a hesly proti genocidě shromáždila u Fakulty humanitních studií Univerzity Karlovy. Neohlášenou demonstraci organizovala skupina Academics against apartheid a samotní organizátoři nebyli ani studujícími fakulty, ani samotné univerzity. Děkanka fakulty následně vydala prohlášení, kterým akci odsoudila a distancovala se od ní. Podle vyjádření je fakulta otevřená svobodnému vyjadřování názoru, ale tato forma mezi ně nepatří. V prohlášení dále uvedla, že akademická půda je a má být prostorem vzájemného respektu a dialogu – to ale na této demonstraci neviděla.
Začátkem listopadu zasahovali policisté v kampusu Fakulty sociálních věd UK. Během přednášky odborníka na Blízkých Východ profesora Adama Fagana z King’s College London o izraelsko-palestinském soužití narušilo konání přednášky několik propalestinských aktivistů z řad zahraničních studentů. Policie byla přivolána kvůli bezpečnosti účastníků a na místě shledala jejich jednání jako přestupek. Děkan fakulty Tomáš Karásek narušení přednášky propalestinskými aktivisty na akademické půdě odsoudil. Podle něj mělo narušení politickou a ideologickou povahu a bylo v příkrém rozporu s hodnotami a pravidly, na nichž fakulta při organizaci akcí na své půdě trvá.
V listopadu 2024 znemožnili propalestinští aktivisté dokončit českému ministru zahraničí Janu Lipavskému přednášku na University College London o bezpečnostních otázkách. Přednáška měla zahrnovat i debatu se studenty, ke které nakonec nedošlo, neboť během části věnované válce na Ukrajině se propalestinští aktivisté zvedli a začali přednášku sabotovat hlukem a provoláváním hesel. Po několika minutách Jan Lipavský na základě doporučení britských bezpečnostních složek opustil sál.
Po své inauguraci prezidentem USA Donald Trump v roce 2025 nechal zahájit přezkum federálních grantů a smluv s Kolumbijskou univerzitou pro podezření, že během protestů „škola neřešila antisemitismus“. Následně Trump oznámil, že Kolumbijská univerzita přijde o granty v hodnotě 400 milionů dolarů. Také uvedl, že nechá deportovat propalestinské zahraniční studenty. Pozornost vzbudil případ, kdy imigrační úřad zatknul studentského aktivistu Mahmúda Chalíla a hrozil jeho vyhoštěním. Chalíl přitom měl trvalý pobyt prostřednictvím zelené karty a jeho manželka byla občankou USA. Trump uvedl, že zatýkání mezi studenty bude pokračovat. Kolumbijská univerzita v reakci na odebrání grantů informovala, že nově potrestala protestující studenty podmíněným nebo nepodmíněným vyloučením.

## Mediální pokrytí
Mediální pokrytí válečného konfliktu mezi Izraelem a Hamásem se od počátku věnovala celá škála médií od tradičních mediálních domů až po osobní účty na sociálních sítích jako jsou Facebook, Instagram, Telegram, TikTok, X a další. Součástí pokrytí jsou nejen nestranné informace, ale i šíření zavádějících informací, propagandy a hoaxů či fake news. Zatímco účty Hamásu byly na většině sociálních sítí zablokovány, významnou pozornost si získali tvůrci obsahu žijící přímo v Gaze a dokumentující svou osobní zkušenost s konfliktem.
Americká televizní stanice CNN čelila kritice svých vlastních zaměstnanců kvůli redakční politice, která podle nich vedla k nekritickému přejímání izraelské propagandy a cenzuře palestinských perspektiv ve zpravodajství o válce v Gaze. Analýza amerického zpravodajského serveru The Intercept došla k závěru, že hlavní deníky ve Spojených státech, jako například The New York Times, The Washington Post nebo Los Angeles Times, informovaly o konfliktu vesměs jednostranně, byly zaujaté protipalestinsky a preferovaly izraelský pohled na válku. Přestože podle úřadů v Pásmu Gazy (ovládaných Hamásem), jejichž údaje jsou dlouhodobě považovány za spolehlivé, bylo ve válce zabito více než 10,000 palestinských dětí v Gaze, tak pouze dva titulky z více než 1100 novinových článků ve studii zmiňují slovo „děti“ v souvislosti s dětmi z Gazy.
Z proizraelské zaujatosti byla obviněna také česká soukromá i veřejnoprávní média. Například server Novinky.cz po dvou hodinách od zveřejnění smazal rozhovor s česko-palestinskou designérkou a ukončil spolupráci s jednou z autorek rozhovoru. Vedení Novinek to zdůvodnilo tím, že rozhovor byl „propalestinský“ a neshoduje se s „jednotností“ zpravodajství na Novinkách. Rozhovor se stejnou česko-palestinskou umělkyní, který zahrnoval i telefonát s její příbuznou v Gaze, udělali také redaktoři pořadu 168 hodin na ČT1, ale nakonec nebylo umožněno tento rozhovor odvysílat. Podle Jana Motala, experta na mediální etiku z MUNI a UPOL, v českých médiích se neobjevují příběhy civilistů z Palestiny a „redakce navíc směšují Palestince, což jsou mimochodem i lidé na Západním břehu, s Hamásem. To je samozřejmě teroristická organizace, která páchá zločiny. Chybou médií je, že dávají mezi civilisty a Hamás rovnítko.“ Závěry analýzy Masarykovy univerzity, kterou si nechala zpracovat Česká televize, uváděly, že vysílání ČT mohlo přispět k polarizaci veřejnosti, ignorovalo širší souvislosti a k palestinské straně přistupovalo dehumanizujícím způsobem. Generální ředitel ČT Jan Souček výsledky analýzy odmítl a autory bez předložení důkazů obvinil ze zaujatosti. Ti následně žádali omluvu.